# Personaggi di Desperate Housewives

Logo della serie televisiva

Questa voce contiene un elenco dei personaggi della serie televisiva Desperate Housewives. 

## Tabella riassuntiva
| Susan Delfino      | Teri Hatcher            | Regolare   | Regolare   | Regolare   | Regolare   | Regolare   | Regolare   | Regolare   | Regolare   |            |            |
| Lynette Scavo      | Felicity Huffman        | Regolare   | Regolare   | Regolare   | Regolare   | Regolare   | Regolare   | Regolare   | Regolare   |            |            |
| Bree Van de Kamp   | Marcia Cross            | Regolare   | Regolare   | Regolare   | Regolare   | Regolare   | Regolare   | Regolare   | Regolare   |            |            |
| Gabrielle Solis    | Eva Longoria            | Regolare   | Regolare   | Regolare   | Regolare   | Regolare   | Regolare   | Regolare   | Regolare   |            |            |
| Edie Britt         | Nicollette Sheridan     | Regolare   | Regolare   | Regolare   | Regolare   | Regolare   |            |            |            |            |            |
| Rex Van de Kamp    | Steven Culp             | Regolare   | Guest      | Guest      |            | Guest      |            | Guest      | Guest      |            |            |
| Carlos Solis       | Ricardo Antonio Chavira | Regolare   | Regolare   | Regolare   | Regolare   | Regolare   | Regolare   | Regolare   | Regolare   |            |            |
| Paul Young         | Mark Moses              | Regolare   | Regolare   | Ricorrente |            |            | Guest      | Regolare   | Guest      |            |            |
| Julie Mayer        | Andrea Bowen            | Regolare   | Regolare   | Regolare   | Regolare   | Guest      | Ricorrente | Guest      | Ricorrente |            |            |
| John Rowland       | Jesse Metcalfe          | Regolare   | Guest      | Guest      | Guest      |            | Ricorrente |            |            |            |            |
| Zach Young         | Cody Kasch              | Regolare   | Regolare   | Ricorrente |            |            |            | Guest      |            |            |            |
| Mary Alice Young   | Brenda Strong           | Regolare   | Regolare   | Regolare   | Regolare   | Regolare   | Regolare   | Regolare   | Regolare   |            |            |
| Mike Delfino       | James Denton            | Regolare   | Regolare   | Regolare   | Regolare   | Regolare   | Regolare   | Regolare   | Regolare   |            |            |
| Tom Scavo          | Doug Savant             | Ricorrente | Regolare   | Regolare   | Regolare   | Regolare   | Regolare   | Regolare   | Regolare   |            |            |
| Karl Mayer         | Richard Burgi           | Ricorrente | Regolare   | Guest      | Guest      | Ricorrente | Ricorrente |            | Guest      |            |            |
| Betty Applewhite   | Alfre Woodard           | Guest      | Regolare   |            |            |            |            |            |            |            |            |
| Orson Hodge        | Kyle MacLachlan         |            | Ricorrente | Regolare   | Regolare   | Regolare   | Regolare   | Ricorrente | Ricorrente |            |            |
| Katherine Mayfair  | Dana Delany             |            |            |            | Regolare   | Regolare   | Regolare   |            | Guest      |            |            |
| Andrew Van de Kamp | Shawn Pyfrom            | Ricorrente | Ricorrente | Ricorrente | Ricorrente | Regolare   | Ricorrente | Ricorrente | Ricorrente |            |            |
| Dave Williams      | Neal McDonough          |            |            |            |            | Regolare   |            |            |            |            |            |
| Ana Solis          | Maiara Walsh            |            |            |            |            | Guest      | Regolare   |            |            |            |            |
| Angie Bolen        | Drea de Matteo          |            |            |            |            |            | Regolare   |            |            |            |            |
| Karen McCluskey    | Kathryn Joosten         | Guest      | Ricorrente | Ricorrente | Ricorrente | Ricorrente | Ricorrente | Regolare   | Ricorrente |            |            |
| Lee McDermott      | Kevin Rahm              |            |            |            | Ricorrente | Ricorrente | Ricorrente | Regolare   | Ricorrente | Ricorrente | Ricorrente |
| Bob Hunter         | Tuc Watkins             |            |            |            | Ricorrente | Ricorrente | Ricorrente | Regolare   | Ricorrente | Ricorrente | Ricorrente |
| Renee Perry        | Vanessa Williams        |            |            |            |            |            |            | Regolare   | Regolare   |            |            |
| Juanita Solis      | Madison De La Garza     |            |            |            | Guest      | Ricorrente | Ricorrente | Ricorrente | Regolare   |            |            |
| Chuck Vance        | Jonathan Cake           |            |            |            |            |            |            | Ricorrente | Regolare   |            |            |
| Ben Faulkner       | Charles Mesure          |            |            |            |            |            |            |            | Regolare   |            |            |

## Le protagoniste

Le protagoniste nella sigla iniziale (da sinistra in alto Bree, Lynette, da sinistra in basso Gabrielle, Susan)

### Gabrielle Solis
Susan Mayer

## Comprimari

### Edie Britt
Edie Britt (stagioni 1-5; Interprete: Nicollette Sheridan; Doppiatore: Claudia Razzi) nella serie doveva inizialmente chiamarsi Evie McCall, è pluridivorziata, con un figlio affidato al padre, e di mestiere fa l'agente immobiliare. Cacciatrice di uomini, tenta di sedurre prima Mike Delfino, successivamente Karl, ex-marito di Susan. Quando scopre che quest'ultimo ha passato una notte a letto con Susan dopo il divorzio si vendica bruciandole la casa. Nella terza stagione accoglie in casa il nipote Austin, che lascerà Wisteria Lane dopo aver messo incinta la figlia di Bree. Infine decide d'intraprendere una relazione con Carlos ma, fallita anche questa, tenterà il suicidio alla fine della terza stagione. Nel primo episodio della quarta stagione si capirà che lei ha fatto solo finta di suicidarsi per tentare di riconquistare l'amore di Carlos. Inizialmente riuscirà nello scopo, ma poi Carlos la lascia definitivamente per Gabrielle ed Edie tornerà ancora una volta single. Dopo aver ricattato Bree verrà definitivamente respinta dalle donne di Wisteria Lane e deciderà di andare da suo figlio Travers. Nel futuro tornerà a vivere a Fairview con il suo nuovo marito Dave Williams. Una volta scoperti i piani del marito, scappa via in macchina ma si schianta contro un palo dell'alta tensione e muore folgorata (viene commemorata nel 19º episodio della quinta stagione).

### Katherine Mayfair
Katherine Mayfair (stagioni 4-6 e 8; Interprete: Dana Delany; Doppiatore: Roberta Greganti) è la nuova vicina delle casalinghe nella quarta stagione. Nasconde uno spaventoso segreto riguardante la figlia Dylan nella camera da letto della sua casa a Wisteria Lane. Nel comportamento è identica a Bree sotto molti aspetti: è fredda, distaccata e interessata solamente alle apparenze. Inizialmente ci sarà una rivalità tra le due ma alla fine si riappacificheranno tanto da iniziare a lavorare insieme come organizzatrici di eventi. Dopo il ritorno dell'ex-marito che la minaccia di morte si scopre il suo segreto: la vera Dylan è morta in un incidente, la ragazza che vive con lei è stata adottata e la sua vera identità è stata nascosta a tutti. Nel futuro vivrà ancora a Wisteria Lane e farà parte dello staff tecnico di Bree. Nei primi episodi della quinta stagione stringe un'alleanza con la signora McCluskey per scoprire di più sul passato del nuovo marito di Edie e inizia una relazione con Mike Delfino. Quando Mike però la lascia per tornare con Susan nella sesta stagione, la donna ha un forte esaurimento nervoso che la porterà addirittura ad accoltellarsi da sola per poi accusare Mike di aver tentato di ucciderla. Verrà rinchiusa in un ospedale psichiatrico e quando ne uscirà, guarita e perdonata dalle casalinghe, comincerà una relazione saffica con la sua nuova coinquilina Robin, ex spogliarellista lesbica. Katherine lascia la serie nel 18º episodio della sesta serie per trasferirsi a Parigi con Robin, con la quale si lascia dopo 3 mesi, per poi capire di non essere lesbica. Riappare nell'ultimo episodio della ottava e ultima stagione per proporre a Lynette di gestire la sua azienda alimentare.

### Mike Delfino
Mike Delfino (stagioni 1-8; Interprete: James Denton; Doppiatore: Fabrizio Pucci), di professione idraulico, è il vero padre di Zach. Si è trasferito a Wisteria Lane per scoprire l'assassino della sua ex-compagna. Intraprende una tormentatissima storia d'amore con Susan. Il giorno in cui si decide a chiederle la mano, dopo essere stato invitato a cena dalla donna, viene investito volutamente da Orson prima che il dentista si recasse da Bree chiedendole di sposarlo. Finisce in coma, risvegliandosi dopo 6 mesi non ricordando gli eventi degli ultimi due anni. Edie tenta di sedurlo raccontandogli una versione errata dei fatti. In seguito riacquista la memoria e sposa Susan. Nella quarta stagione avrà problemi con la droga e sotto consiglio della moglie si ricovererà in una clinica di riabilitazione. Negli ultimi episodi nasce Maynard, avuto con Susan. Nel futuro i due si sono lasciati, ma lui sarà ancora a Wisteria Lane perché hanno la custodia condivisa del bambino. Dai primi episodi della quinta stagione farà amicizia con Jackson, il nuovo fidanzato di Susan e farà parte di una band con Dave, Carlos, Tom e Orson. Inizia una relazione con Katherine e si trasferisce nella casa dove abitavano Mary Alice e la sua famiglia. Poi però torna con Susan. Nell'ottava stagione aiuta René con uno strozzino ingaggiato da Ben e, quando vede delle luci accese in casa di René entra e si azzuffa con lo strozzino. Mentre è con Susan sull'uscio della porta per ricordare i bei momenti arriva lo strozzino e gli spara. Nella puntata seguente c'è il suo funerale e tutte le casalinghe si ricordano i momenti in cui Mike le ha aiutate.
Mike ricomparirà sotto forma di fantasma alla fine dell'ultimo episodio della serie, guardando Susan andarsene per sempre da Wisteria Lane, insieme agli altri fantasmi. 

### Carlos Solis
Carlos Solis (stagioni 1-8; Interprete: Ricardo Antonio Chavira; Doppiatore: Massimo Rossi) è il marito di Gabrielle. Ricco uomo d'affari che viene arrestato per discriminazione verso gli omosessuali. In carcere verrà a conoscenza del tradimento di sua moglie, tuttavia la perdona e decidere di avere un figlio con lei. Dopo aver frequentato una suora, tradisce Gabrielle con la loro domestica cinese. Dopo il divorzio con la moglie andrà a vivere con Mike, per poi iniziare una relazione con Edie e successivamente con l'ex-moglie Gabrielle. Rimarrà cieco per colpa del tornado, ma nonostante ciò risposerà Gabrielle. Nel corso della quarta serie prenderà un cane per ciechi, Roxy. Nella quinta stagione scopriamo che è diventato un massaggiatore. Nel decimo episodio grazie ad un intervento chirurgico non sarà più cieco. Nella settima serie scopre che sua figlia Juanita è stata scambiata alla nascita e non è sua figlia biologica, ma è Grace, la figlia di due clandestini che dopo un po' vanno via dall'America perché il padre della bambina viene rispedito a casa. Tra la settima e l'ottava serie Carlos uccide il patrigno di sua moglie e lei stessa e le sue amiche Susan, Bree e Lynette a occultare il corpo. Si riabilita dall'alcool e lascia il lavoro, divenendo consulente. Alla fine lascia Wisteria Lane con la moglie e vanno a vivere in una enorme residenza in California, dove Gabrielle diventa conduttrice televisiva.

### Tom Scavo
Tom Scavo (ricorrente stagione 1, stagioni 2-8; Interprete: Doug Savant; Doppiatore: Roberto Draghetti) è il marito di Lynette. Prima pubblicitario, poi pizzaiolo. Al termine della prima stagione viene licenziato a causa della moglie e decide di badare ai quattro figli mentre la moglie lavora. Nella stagione seguente sua moglie gli rivela di averlo pedinato in uno dei suoi viaggi, scoprendo che l'uomo ha avuto un'altra figlia prima del matrimonio da una sua ex-compagna, Nora. La bambina, di nome Kayla, è undicenne al momento della scoperta da parte di Lynette. Nella quinta stagione formerà una band con Dave, (il nuovo marito di Edie) Orson e Mike.
Nell'ottava serie si separa da Lynette e inizia una storia con una dottoressa, Jane, per poi lasciarla alla fine della serie per rimettersi con Lynette. Insieme lasceranno Wisteria Lane per andare a New York.

### Orson Hodge
Orson Hodge (stagioni 2-8; Interprete: Kyle MacLachlan; Doppiatore: Sandro Acerbo (1^ voce), Antonio Sanna (2^ voce) ) è un amico dentista di Susan (incontrato per la prima volta in un cinema). S'innamora di Bree e la sposa nella terza stagione. Inizialmente presentato come un personaggio molto misterioso, è un maniaco della pulizia, proprio come Bree. Ha investito con la macchina volutamente Mike Delfino per coprire l'omicidio di Monique Polier, sua amante durante il suo primo matrimonio. Il delitto è stato commesso da sua madre Gloria che vuole ostacolarlo per aver tradito la moglie Alma, tentando con l'inganno di far rimanere incinta quest'ultima da Orson e successivamente provando a uccidere anche Bree. Nella quarta stagione si scopre che ha investito Mike con l'auto e Bree lo respinge, ma nel futuro sono ancora felicemente sposati perché lui si è costituito alla polizia e dopo essere tornato dal carcere lei lo ha perdonato. Nella quinta stagione fa parte della band formata da Dave, Mike, Carlos e Tom. Nell'incendio del club dove stavano suonando si rompe il naso ed è costretto da Bree a sottoporsi ad un intervento chirurgico. Nella sesta stagione diventato un cleptomane incontrollabile si rifiuta di concedere il divorzio alla moglie la quale così lo tradisce con Karl Mayer; da questo tutta una serie di eventi lo porteranno a rimanere paralizzato nell'incidente causato dall'aereo che precipita su Wisteria Lane. Col partire della settima stagione, Orson divorzia da Bree, si fidanza con la sua fisioterapista e lascia Wisteria Lane. Nell'ottava si scopre essere un maniaco perché ha investito volontariamente Chuck, l'ex di Bree. Invia inoltre una busta contenente le prove della colpevolezza di Bree alla polizia.

### Paul Young
Paul Young/Tedd Forrest (stagioni 1-3, 6-8; Interprete: Mark Moses; Doppiatore: Danilo De Girolamo) è vedovo della suicida Mary Alice, voce narrante. Compare come personaggio principale nella prima stagione, in cui tenta continuamente di nascondere il loro segreto alle altre casalinghe protagoniste e al figlio Zach. Scopre che la vicina di casa, Martha Huber, aveva scoperto il segreto tramite sua sorella, collega infermiera di Mary Alice (allora Angela Forrest) e la stava ricattando. Per vendetta la uccide e ne nasconde il corpo. Nella casa di Martha Huber arriva la sorella, Felicia Tilman, che vedendo una foto di Mary Alice s'insospettisce. Nell'ultimo episodio il segreto viene completamente svelato: lui e sua moglie avevano comprato un bambino da Deidre, una tossicodipendente (inoltre fidanzata di Mike) ed erano fuggiti di nascosto dallo Utah, rifugiandosi a Fairview sotto falso nome. La madre naturale del piccolo Dana, ribattezzato Zach, si ripresenta apparentemente disintossicata, e rivuole il figlio. Mary Alice allora l'accoltella in un raptus disperato, credendo che Deidre si drogasse ancora. Dopo averla uccisa, le controlla le braccia e scopre che la ragazza era davvero pulita. Così Paul e Mary Alice nascondono il corpo fatto a pezzi in un baule per giocattoli e lo gettano nella fossa dove il giorno dopo sarebbe dovuta sorgere la loro piscina. Paul compare anche nella seconda stagione, in cui viene incastrato da Felicia Tilman, che, non avendo prove per farlo incarcerare per l'omicidio della sorella si taglia due dita e fa credere di essere stata uccisa da Paul, che viene arrestato. Zach scopre di avere un nonno ricco, il padre di Deidre. L'uomo, ormai in vita solo per una macchina lo sfida a ucciderlo. Zach lo fa e così riscuote la cospicua eredità, ma non paga la cauzione del padre, anzi lo ripudia e non lo perdona per ciò che ha fatto. Non appare più dalla terza stagione, rimanendo in carcere. Nella settima stagione tornerà a Wisteria Lane, trasferendosi nella casa di Susan Mayer, il suo personaggio sarà legato al mistero di questa stagione. Sposa Beth, una donna strana che si scopre essere figlia di Felicia e comandata da lei a bacchetta, e comincia a comprare case a Wisteria Lane per costruire un centro accoglienza per ex detenuti, mettendo tutti contro tutti. Dopo il suicidio di Beth, Paul viene aiutato da Susan, alla quale lui accetta di dare il rene della defunta moglie. Felicia viene rilasciata per la morte della figlia e insieme a Susan si prende cura di Paul, ma Felicia cerca di avvelenarlo facendo incolpare Susan. Felicia rapisce Paul e lo avvelena, ma Susan lo salva. Paul alla fine si costituisce per l'omicidio di Martha Huber.
La sua ultima apparizione sarà nel secondo episodio dell'ottava stagione, quando dirà a Bree che il biglietto minatorio ricevuto da lei potrebbe essere stato mandato da Chuck Vance.

### Bob Hunter
Bob Hunter (stagioni 4-8; Interprete: Tuc Watkins; Doppiatore: Francesco Bulckaen) appare per la prima volta insieme al suo fidanzato Lee nell'episodio "Se c'è qualcosa che non sopporto" (il quarto della quarta stagione), in cui Susan cerca di farsi amici i due nuovi arrivati, non riuscendoci a causa della sua goffaggine. Bob e Lee appaiono successivamente nell'episodio "L'arte è soggettiva" in cui i due uomini scatenano una guerra con il vicinato mettendo una costosa quanto brutta e rumorosa fontana nel loro giardino: Katherine pretende che la fontana venga tolta dal giardino perché essa non rientrava nel regolamento dell'associazione del vicinato e perché imbruttisce la strada; Lynette non vuole che questo accada perché teme che se Katherine vincerà questa battaglia, passerà ad abolire tutto ciò che ritiene brutto. In seguito Bob e Lee organizzano una festa di Halloween per appianare i rapporti con i vicini nell'episodio successivo "Ora lo so, non aver paura", durante la quale Danielle Van de Kamp partorisce suo figlio. Nell'episodio "Benvenuti a Kanagawa" (il decimo della quarta stagione) i due appaiono in una sola scena, quando cioè ritrovano un pezzo della loro fontana distrutta dal tornado. Nell'episodio "Porte che si aprono" (il quattordicesimo della quarta stagione) Bob e Lee riappaiono e decidono di aiutare Gabrielle a scoprire se Ellie (la donna a cui Gabrielle ha affittato una stanza della sua casa per questioni economiche) è una prostituta. Lee e Bob appaiono infine nel doppio episodio finale della quarta stagione in cui i due si sposano. Bob appare insieme a suo marito Lee anche nella quinta stagione, in cui diventa avvocato difensore di Porter, accusato inutilmente di aver dato fuoco al locale del signor Shilling. I due appaiono anche nella sesta stagione e stavolta Bob diviene avvocato di Danny Bolen, accusato di aver aggredito Julie Mayer. Lui e Lee nella settima serie si mettono contro il vicinato per aver venduto la casa determinante a Paul. Nella settima serie adottano una bambina di circa 10 anni.

### Lee McDermott
Lee McDermott (stagioni 4-8; Interprete: Kevin Rahm; Doppiatore: Loris Loddi (1^ voce), Massimiliano Manfredi (solo un episodio), Christian Iansante (2^ voce) ) è il marito di Bob. È uno dei componenti della prima coppia gay di Wisteria Lane. Vivono al 4351, proprio nella casa accanto a Susan e Mike. A Lee non piace molto Susan, ma con l'avanzare degli episodi diventano amici. Nella quarta stagione si sposa con Bob in una cerimonia ufficiale. Nella sesta stagione si scopre che è diventato agente immobiliare dopo la morte di Edie Britt. Infatti vende la casa degli Young ai Bolen, a cui sembra non importare nulla il fatto che 10 anni prima la proprietaria si sia uccisa nel salotto. Alla fine della sesta stagione lui e Bob si lasciano per divergenze riguardo ai problemi nel cercare di creare la loro famiglia. Nella settima serie si mette contro il vicinato per aver venduto le case a Paul. Nella settima serie lui e Bob adottano una bambina dell'età di Juanita Solis, la figlia di Carlos e Gaby.

### Angie Bolen
Angie Bolen/Angela De Luca (stagione 6; Interprete: Drea de Matteo; Doppiatore: Cristiana Lionello) si è trasferita a Wisteria Lane insieme al marito Nick e al figlio Danny. La famiglia possiede un grosso segreto: sembra infatti che abbiano fatto qualcosa a New York, dove vivevano prima. Angie si è trasferita per far pensare alla gente che "sono una famiglia brava e senza problemi". Dopo il matrimonio di Susan, Angie, tornata a casa, si toglie il vestito e presenta gran parte della schiena ustionata. Nel corso delle puntate si scoprirà che la famiglia non scappa da qualcosa ma da qualcuno, Patrick Logan. Egli faceva parte di un gruppo di ecoterroristi insieme ad Angie e la convinse a costruire una bomba che uccise un uomo. Angie da quel momento venne ricercata dalla polizia e venne aiutata dall'agente dell'FBI Nick, con il quale si trasferì a Wisteria Lane, nascondendosi da Patrick. Danny si scoprirà essere figlio di Patrick e non di Nick. Nel finale della sesta stagione Angie costruirà una seconda bomba, sotto comando di Patrick, con cui incastrerà quest'ultimo facendolo morire. Angie e Nick nel finale della sesta stagione si trasferiranno ad Atlanta, mentre Danny a New York.
Dopo la fine della sesta stagione i Bolen non saranno più né visti né citati.

### Renee Perry
Data di nascita: 25 marzo 1966
(stagioni 7-8; Interprete: Vanessa Williams; Roberta Pellini) è una vecchia amica e compagna di college di Lynette. Nella première della settima stagione, Renee arriva a Fairview per far visita a Lynette e alla sua famiglia. Renee parla della sua vita emozionante come moglie di un giocatore di baseball professionista, Doug Perry. Fra lei e Lynette vi è sempre stato uno scherzo molto pesante, ma non appena Renee giunge a Wisteria Lane questo scherzo diventa offensivo, poiché Renee offende Lynette davanti alle sue amiche sul fatto di aver preferito aver condotto una vita di periferia. Lynette decide di cacciare di casa Renee, ma essa confessa a Lynette che Doug la sta per lasciare. Lynette dice a Renee che può rimanere. Lynette pensa che Renee abbia deciso di tornare a New York, ma invece, Renee affitta l'ex casa di Edie Britt. A insaputa di Lynette, Tom e Renee hanno un segreto. Infatti, nella settimana in cui Tom e Lynette si separarono per decidere se lasciarsi o sposarsi, Tom è andato a letto con Reene e lo ha mantenuto nascosto per tutta la durata del loro matrimonio. Il nome originale di Renee Perry doveva essere Renee Filmore-Jones.

## Secondari

### Karl Mayer
Karl Mayer (stagioni 1-6,8; Interprete: Richard Burgi; Doppiatore: Francesco Pannofino) è l'ex marito di Susan e padre di Julie. Appare per la prima volta nell'episodio pilota della prima stagione, in un flashback, dove viene mostrato che Karl ha lasciato Susan per la sua segretaria Brandi. Dopo Brandi e Karl rompono, e inizia a frequentare Edie. Karl però è ancora geloso di Susan, per il fatto che frequenti Mike, ed è ovvio che l'ama ancora. Viene infatti mostrato più volte che lui tiene nascoste delle foto di lui e di Susan che guarda spesso. Nella seconda stagione, a causa di un'operazione chirurgica che Susan doveva fare, i due si risposano segretamente per la polizza assicurativa, con l'idea di separarsi subito dopo l'intervento. Intanto Karl propone ad Edie di sposarlo: lei però viene a conoscenza del matrimonio segreto tra i due ex-coniugi. Quando il rapporto tra Susan e Karl sembra riaffiorare, Karl lascia Edie, che per vendetta dà fuoco alla casa di Susan. Karl decide quindi di comprare una nuova casa a lei e Julie, solo per riavere l'ex-moglie. Grazie a Mike, Susan ci ragiona su e lascia definitivamente Karl. Karl riappare nell'ottavo episodio della terza stagione, in cui si comporta come poliziotto cattivo con Julie e Austin, arrabbiandosi anche con Susan. Si scopre poi che Karl si era sposato con una nuova giovane donna, Marissa. Nella quarta stagione, Susan incontra Karl a un corso pre-parto, dove stava accompagnando sua moglie incinta. Nel discorso con Susan, Karl non fa altro che ripetere quanto sia felice la loro vita ora, sapendo che Susan era in quel momento sola perché Mike era in un recupero per drogati. Karl riappare anche nella quinta stagione; si scopre che ha divorziato da Marissa e ha avuto l'affidamento esclusivo del loro bambino, Evan, visto che Marissa ha dichiarato di non essere capace di fare la madre. Diventa poi l'amante di Bree, nonché suo avvocato divorzista. È presente anche nella sesta stagione, in cui continua la relazione clandestina con Bree. Nel decimo episodio della sesta stagione, Karl si rivolge a un pilota per far volare su Wisteria Lane un aereo con la scritta "Bree ti amo. Vuoi sposarmi?". Quando Bree lo scopre, lei va su tutte le furie e lui decide di rivelare a Orson di essere innamorato di Bree. I due vanno a parlare nel "laboratorio di Babbo Natale", una decorazione di Wisteria Lane, addobbata per le feste, fanno a cazzotti e, mentre sono lì dentro, l'aereo si schianta sulla strada. In seguito alle ferite riportate, muore nell'episodio seguente, lasciando a Susan uno strip-club e a Julie la custodia di Evan, suo figlio.
Ricomparirà alla fine dell'ultimo episodio della serie, mentre, insieme agli altri fantasmi di Wisteria Lane, guarda Susan lasciare per sempre la sua casa.

### Julie Mayer
Julie Mayer (stagioni 1-8; Interprete: Andrea Bowen; Doppiatore: Alessia Amendola) nata nel 1990, è la figlia adolescente di Susan. Saggia e matura, ha un ottimo rendimento scolastico. Prima fa amicizia con Zach, figlio di Mary Alice. Nel corso della seconda stagione si mostrerà contrariata al rapporto tra sua madre e suo padre, oramai divorziati. Infine nella terza s'innamorerà di Austin, il nipote di Edie e resterà malissimo appena verrà a sapere che Austin la tradiva con la figlia di Bree e migliore amica della stessa Julie, Danielle. Nella quarta stagione riallaccerà i rapporti con la sua vecchia migliore amica d'infanzia Dylan Davis, tentando anche di aiutarla a ricordare il suo passato. Alla fine della stagione si trasferirà al campus estivo dell'università di Princeton. Nell'ottavo episodio della quinta stagione torna a Fairview con il suo fidanzato, un uomo molto più grande di lei. Nella sesta stagione tornerà per partecipare al matrimonio della madre, ma dopo le nozze verrà aggredita. Tutti sospettano del nuovo vicino il figlio dei Bolen, Danny, ma verrà scagionato. In seguito si scoprirà che Julie ha avuto una relazione sentimentale con il padre del ragazzo ovvero Nick. 
Dopo la morte del padre Karl, lui le lascia in custodia il suo fratellastro, Evan. Nell'ottava serie torna dalla madre incinta di sei mesi. All'inizio vorrebbe dare la sua futura figlia in affidamento, ma poi cambia idea, anche per merito di Susan, che si propone come baby-sitter per la nascitura per poterle permettere di finire gli studi. Il padre biologico è Porter Scavo.
Alla fine della stagione Susan, Julie, MJ. e la neo-nata Sophie si trasferiranno a New York per occuparsi della bambina.

### Danielle Van De Kamp
Danielle Van de Kamp (stagioni 1-8; Interprete: Joy Lauren; Doppiatore: Letizia Ciampa) è la figlia quindicenne di Bree. Si ribella alla madre alla fine della seconda serie scappando con Matthew, il vicino di casa figlio di Betty Applewhite. Dopo una relazione con il professore di storia, frequenta Austin e rimane incinta. Viene quindi costretta dalla madre a fingere che suo figlio sia in realtà il terzo figlio di Bree. Quest’ultima voleva lasciarla in un collegio fino alla nascita del figlio, che avviene nel corso della quarta serie, durante una festa in maschera per Halloween organizzata da Lee e Bob. Nella quinta stagione si riprende il suo bambino dopo essersi sposata con un avvocato: Leo Katz.
Nell'ottava viene lasciata dal marito e, tornata a casa della madre, comincia a vendere in internet un'attrezzatura da ginnastica, che si rivelerà poi un attrezzo da sexy shop chiamato "Altalena del sesso". Quando Bree lo scopre inizialmente la rimprovera, ma poi la finanzia e le dà un posto dove lavorare.

### Austin McCann
Austin McCann (stagione 3; Interprete: Josh Henderson; Doppiatore: Daniele Raffaeli) è il nipote di Edie viene a stare da lei poiché ha problemi col nuovo ragazzo della madre. È il classico "ragazzo cattivo" e da subito Julie lo prende in antipatia sebbene col tempo finisca con l'innamorarsene intraprendendo una storia con lui. Tom lo assume nella sua pizzeria su esortazione di Edie. Ha un pessimo rapporto con sua madre dato che lei mette sempre gli uomini che frequenta davanti a lui. Sarà proprio con Austin che Julie perderà la sua verginità ma lo lascia quando scopre che è andato a letto con Danielle tradendola. Quando riesce a ristabilire la relazione con Julie scopre che Danielle è rimasta incinta e Orson lo costringe a lasciare la città. Austin non intende lasciare Fairview per amore di Julie dopo la fatica fatta per riconquistarla ma Andrew lo convince a seguire il consiglio di Orson facendogli prendere atto che lui non la renderà mai felice perché non essendo capace di cambiare come persona finirebbe col tradirla nuovamente, quindi avendo compreso che non merita Julie si separa da lei e lascia Fairview senza mai più tornare, costretto a non rivedere mai più la ragazza che ama.

### Rex Van De Kamp
Rex Van de Kamp (stagione 1-3,5,7 e 8; Interprete: Steven Culp; Doppiatore: Gianluca Tusco) è un medico, marito di Bree. Rex tradisce sua moglie durante una crisi familiare, frequentando una prostituta di nome Maisy Gibbons. Viene ucciso da George Williams, un farmacista follemente innamorato di Bree che riesce a far credere che l'uomo sia morto per un infarto, facendo finire nel registro degli indagati la stessa Bree. Nella sesta serie si scopre che ha un figlio illegittimo, Sam.

### Andrew Van de Kamp
Andrew Van de Kamp (stagioni 1-8; Interprete: Shawn Pyfrom; Doppiatore: Luigi Morville) è il figlio diciassettenne di Bree. È gay ed inizialmente in forte contrasto con la madre che non accetta la sua omosessualità. Nella seconda stagione minaccia di denunciarla e le spezza il cuore. Dopo che Bree lo abbandona in mezzo ad una strada, viene riportato a casa da Orson e riappacifica i rapporti con la madre. Nella terza serie lavora alla pizzeria degli Scavo, mentre nella quarta, alla nascita di Benjamin Hodge, decide di prendere un appartamento lontano dalla casa della madre, mantenendo comunque un buon rapporto con la sua famiglia. Rimane a lavorare alla pizzeria Scavo, ma nel futuro sarà l'agente della madre. Nel corso della quinta stagione si fidanza con Alex, il dottore che ha curato Orson, che successivamente tradirà ripetutamente. Si lascerà col dottore nella settima stagione a causa del suo problema di alcolismo, inoltre rivelerà a Carlos di aver ucciso sua madre e l'uomo lo perdona. Nell'ottava serie si presenta a casa della madre con una fidanzata femmina, Mary-Beth e la madre spiega a entrambi che lui resterà sempre gay, e la ragazza lo lascia.

### Karen McCluskey
Karen McCluskey (stagioni 1-8; Interprete: Kathryn Joosten; Doppiatore: Cristina Grado) è vedova, abita anche lei a Wisteria Lane. Nella prima serie è in guerra continua con Lynette. Successivamente le due donne diventano amiche e l'anziana signora inizia a svolgere il ruolo di babysitter con i figli di Lynette. Ha nascosto il cadavere di suo marito in un freezer per continuare a riscuotere la pensione dell'uomo che non ha aggiornato il suo testamento che dichiarava come sua erede l'ex moglie. Nella quarta stagione la sua casa sarà distrutta dal tornado e temporaneamente vivrà a casa della sua defunta amica Ida Greenberg. Nella quinta stagione stringerà un'alleanza con Katherine Mayfair per scoprire qualcosa sul passato del nuovo marito di Edie, Dave. Nella sesta avrà un nuovo amore, Roy Bender. Sempre nella sesta serie scopre di avere il cancro ai polmoni che però sconfigge con successo e i vicini daranno una festa in suo onore. Nella settima serie, pur non avendo un ruolo primario, appare in molti episodi.
Muore nell'ultimo episodio dell'ottava stagione dopo aver scagionato Bree dall'accusa di aver ucciso il patrigno di Gabrielle, prendendosi lei la colpa dell'omicidio. Riapparirà alla fine dell'ultimo episodio, insieme agli altri fantasmi.

### Roy Bender
Roy Bender (stagioni 6-8; Orson Bean) è il nuovo compagno della signora McCluskey, vedovo della prima moglie. I due si amano e si rivelano nella sesta stagione. È proprio lui a trovare Julie Mayer dopo l'aggressione e proprio con lui Karen ha ravvivato la sua vita sessuale. Lui e Karen si sposano. Quando la moglie si ammala di cancro Roy cerca di assisterla. Nell'ultimo episodio resta accanto a Karen nei suoi ultimi momenti di vita.

### Martha Huber
Martha Huber (stagioni 1,5,7 e 8; Interprete: Christine Estabrook; Doppiatore: Lorenza Biella) è la pettegola del quartiere e amica di Edie Britt. Viene uccisa da Paul Young dopo che ha scoperto che la moglie si è uccisa a causa delle sue lettere minatorie. Compare nella prima metà della prima serie e in alcuni flashback della quinta e della settima stagione.
Ricomparirà all'inizio e alla fine dell'ultimo episodio della serie, all'inizio nel flashback dell'arrivo di Mary Alice a Wisteria Lane, e alla fine, insieme agli altri fantasmi.

### Felicia Tilman
Felicia Tilman (stagioni 1-2 e 7; Interprete: Harriet Sansom Harris; Doppiatore: Aurora Cancian) è la sorella di Martha Huber. Conosce il segreto della famiglia Young, poiché lavorava come infermiera nello Utah insieme a Mary Alice (che allora si chiamava Angela Forrest). Si vendica dell'omicidio della sorella, riuscendo a incastrare Paul: si amputa due dita e le mette nel bagagliaio della sua macchina; inoltre si preleva una sacca di sangue e la versa nel garage degli Young. Compare nella seconda parte della prima stagione e nella seconda stagione. Torna nella settima stagione, dove viene fermata per eccesso di velocità, scoperta dalla polizia e messa in carcere. Per vendicarsi di Paul, chiede alla figlia di sposarlo, ma quando questa si innamora di lui, la madre la disconosce. Conseguentemente, la figlia si uccide per la vergogna e Felicia, per motivi umanitari, viene scarcerata, andando a vivere nella casa che Paul aveva messo a nome della figlia, sempre a Wisteria Lane. Successivamente, cerca di uccidere Paul avvelenando il suo cibo con l'anti gelo. Quando viene scoperta dalla polizia scappa, ma durante la fuga ha un incidente e va a sbattere contro un camion. Probabilmente muore proprio nell'incidente, dato che dopo questo episodio non viene mai più citata nella serie.

### Ida Greenberg
Ida Greenberg (stagioni 1-4; Interprete: Pat Crawford Brown; Doppiatore: Graziella Polesinanti(1^voce), Miranda Bonansea (2^ voce) ) abitava al 4347 di Wisteria Lane. La signora appare nella prima stagione e con il susseguire delle stagioni si scopre che aveva problemi con l'alcool, che era una pettegola e che disapprovava gli omosessuali. Durante l'episodio del tornado, la McCluskey, Ida e gli Scavo si rifugiarono nello scantinato di Karen. Ida aveva anche un gatto, un certosino di nome Toby. Tom era allergico e viene quindi colpito da un attacco d'asma. Lynette fa uscire il gatto e Karen va a cercarlo, inseguita da Lynette. Il tempo passa e il tornado arriva: Lynette e la McCluskey si rinchiudono nel bagno di casa Scavo, mentre la casa di Karen crolla completamente e Tom e i bambini sono salvi. In seguito, Parker rivela che Tom era svenuto per l'asma e Ida aveva messo al sicuro i bambini, scegliendo di esporsi lei al pericolo e morendo nel crollo. Dopo aver disperso le sue ceneri sul campo di baseball dove aveva giocato, la McCluskey si prende cura di Toby.

### Albert Goldfine
Albert Goldfine (stagioni 1-2; Interprete: Sam Lloyd; Doppiatore: Gianni Giuliano) è uno psicologo a cui si rivolgono Bree e Rex per risolvere i loro problemi matrimoniali. Dopo la morte di Rex, viene aggredito e gettato da un ponte per mano di George Williams perché il dottore aveva consigliato a Bree di non frequentarlo più, reputandolo un soggetto pericoloso.

### Zach Young
Zach Young/Dana Taylor (stagioni 1-3 e 7; Interprete: Cody Kasch; Doppiatore: Davide Perino) è il figlio mentalmente instabile di Mary Alice e Paul Young. I suoi veri genitori sono, però, Deidre Taylor e Mike Delfino, il quale scopre di avere un figlio solo durante il finale della prima stagione, quando Paul Young glielo rivela. Nello stesso episodio, Zach tiene Susan in ostaggio a casa di Mike e la minaccia con una pistola, venendo poi liberata grazie a Mike. Dopo l'aggressione a Susan, Zach scappa, e Susan lo rivede mesi dopo in un parco. Gli compra il pranzo e iniziano a parlare, suggerendogli di andare nello Utah da Paul e accettarlo come padre. Paul viene, però, arrestato per il finto omicidio di Felicia Tilman e chiede a Zach di chiedere al nonno, Noah Taylor, dei soldi, dicendo che sarebbero serviti per una macchina e non per un avvocato. Noah non crede a Zach, il quale stacca la sua macchina per respirare uccidendolo ed ereditando così una somma enorme di denaro. A questo punto, Zach abbandona il padre e sparisce fino al decimo episodio della terza stagione, quando inizia a perseguitare Gabrielle. Una sera in un locale, dopo averle regalato fiori, un gioiello prezioso e un abito costoso, Zach le rivela quello che provava e lei gli risponde di essere troppo vecchia per lui e si ubriaca. La mattina dopo si sveglia a letto con Zach che le rivela di aver fatto sesso con lei, che però non ricorda nulla. Dopo averlo detto a Carlos, quest'ultimo le dice che Zach è molto ben dotato e che sarebbe impossibile non ricordarlo. Dopo aver ricevuto una proposta di matrimonio nella pizzeria degli Scavo, Gabrielle dice a Zach di lasciarla sola e di non cercarla più. Appare una terza volta a Wisteria Lane in circostanze sconosciute, consegnando un mazzo di fiori anonimo a Bree travestito da fattorino. In realtà i fiori erano una scusa per poter nascondere sotto un cuscino la pistola usata per ferire Paul Young. Zach viene quindi portato da Paul e Mike in un centro di disintossicazione.

### John Rowland
John Rowland (stagioni 1-4 e 6; Interprete: Jesse Metcalfe; Doppiatore: Stefano Crescentini) è il giardiniere dei Solis. Intraprende una relazione con Gabrielle, annoiata e trascurata dal marito. I due vengono scoperti dalla madre di Carlos, che però viene investita prima di poter raccontare la sua scoperta. Carlos manomette gli anticoncezionali della moglie, affinché concepisca un bambino, e Gabrielle resta incinta. Il figlio tuttavia potrebbe anche essere di John, ma la donna non vuole che lui lo riconosca per permettere al bambino una vita agiata. Gabrielle però perde il figlio cadendo dalle scale. Lei e John rompono e il ragazzo si presenta all'udienza di Carlos, accusato di violenza contro gli omosessuali, confessandogli la tresca con Gabrielle. John fa altre apparizioni nella serie e si scopre che si è sposato con la ricca figlia del proprietario di una catena alberghiera. In seguito i due hanno un figlio, divorziano e John apre una catena di ristoranti. Nella sesta stagione assume come cameriera Ana, la nipote di Gabrielle, e tenta di sedurre nuovamente Gabrielle, che però rifiuta le avances, chiarendogli di essere felice così.

### George Williams
George Williams (stagioni 1-2 e 8; Interprete: Roger Bart; Doppiatore: Antonio Sanna) è il farmacista di Bree, follemente innamorato di lei. Uccide Rex somministrandogli del potassio nelle pillole per il cuore e nella seconda serie frequenta Bree. Phyllis Van de Kamp disapprova la relazione e fa una soffiata alla polizia, accusando la nuora di aver ucciso Rex. Attraverso la macchina della verità Bree scopre di provare per George qualcosa di più che una semplice amicizia e accetta la sua inaspettata proposta di matrimonio per buona educazione. Successivamente la relazione si complica a causa dell'ex fidanzata di George, che racconta a Bree di come lui fosse pazzo e possessivo, tanto da bruciare l'auto di un suo ex ragazzo. Mentre è a cena con George, Bree incontra un suo ex fidanzato e flirta per vedere la reazione di George, ma lui si comporta in modo assurdo, costringendola ad indossare l'anello che lui le aveva donato. Allora Bree lascia George ritenendolo una scelta sbagliata. L'uomo assume una massiccia dose di pillole e chiama Bree, fingendo di volersi uccidere se lei non lo perdonerà, confessando inoltre di avere ucciso Rex. Bree non riesce a perdonarlo e lo guarda morire senza tentare di salvarlo. Tra le vittime della follia di George, vivo per miracolo, compare anche il terapeuta di Bree, il dottor Goldfine.
George ricomparirà alla fine dell'ultimo episodio della serie, insieme agli altri fantasmi, mentre guarda Susan lasciare per sempre Wisteria Lane.

### Maisy Gibbons
Maisy Gibbons (stagione 1; Sharon Lawrence, doppiata da Isabella Pasanisi) è apparentemente una casalinga normalissima, molto affezionata ai figli. Viene presentata come la coordinatrice del comitato scolastico delle mamme alla Barcliff Academy. In queste vesti dà del filo da torcere a Lynette, con i suoi metodi dittatoriali. Alla fine fra le due vincerà Lynette, che otterrà il totale appoggio delle altre mamme. In seguito si scopre che durante la giornata Maisy fa la prostituta e riceve gli uomini a casa. Fra i suoi clienti abituali c'è anche Rex Van De Kamp, che con Maisy può sfogare le sue fantasie sadomaso. Durante un incontro con lei, Rex ha un infarto e così Bree scopre la relazione fra suo marito e Maisy. Successivamente Maisy viene arrestata per adescamento davanti agli abitanti di Wisteria Lane. Bree si reca da lei in prigione per convincerla a non fare il nome di Rex, ma Maisy rifiuta e Bree se ne va dicendole che le fa pena. Poco dopo la lista dei clienti di Maisy viene resa pubblica e Bree è costretta a sopportare l'umiliazione.

### Annabelle Foster
Annabelle Foster (stagione 1; Melinda McGraw) è una vecchia fiamma di Tom Scavo, appare solo nella prima stagione. L'ufficio di Tom l'assume, ed egli lo tiene nascosto alla moglie. Questa lo scopre per caso dopo tre mesi, e teme per la fedeltà del marito. Su consiglio di Edie, cerca di farsela amica, scatenando una discussione tra lei e Tom.

### Betty Applewhite
Betty Applewhite (stagioni 1-2; Alfre Woodard) è una donna che si è trasferita a Wisteria Lane insieme al figlio Matthew, verso la fine della prima stagione. Suo figlio avrà una relazione con Danielle, la figlia di Bree. Oltre a Matthew tiene segregato in casa l'altro figlio con disabilità di nome Caleb. Quest'ultimo è stato accusato ingiustamente dell'omicidio di una fidanzata del fratello, mentre il vero colpevole è Matthew. Uscirà di scena al termine della seconda stagione.

### Justin
Justin (stagioni 1-2; Ryan Carnes) è il migliore amico di John Rowland. Justin ricatta Gabrielle Solis, minacciandola di rendere pubblica la sua relazione con John se non accetterà di andare a letto con lui; in seguito confessa alla signora Solis che teme di essere gay e lei lo incita a seguire la sua inclinazione. Susan Mayer lo sorprenderà a baciarsi in piscina con Andrew Van de Kamp. I due hanno una relazione, inizialmente per volontà di Andrew di ferire Bree. Justin aiuta Andrew nella causa di emancipazione e lo appoggia nelle sue ribellioni alla madre. Bree si serve di lui quando Andrew vuole trasferirsi dai nonni a Rhode Island, riuscendo nell'intento di tenerlo a casa con sé. Sembra che Andrew e Justin abbiano rotto quando Bree ha abbandonato il figlio in mezzo alla strada, poiché da quel momento Justin non viene più visto nella serie.

### Reverendo Sykes
Reverendo Sykes (stagioni 1-4 e 6-8; Dakin Matthews) è il pastore della Chiesa Presbiteriana di Fairview. Bree ha molta stima di lui e si rivolge spesso al reverendo per chiedere consigli di genere morale, come l'orientamento sessuale di Andrew o la crisi nel suo matrimonio con Orson. È lui a celebrare i funerali di Rex e il matrimonio fra Bree e Orson.

### Padre Crowley
Padre Crowley (stagioni 1-6; Jeff Doucette) è il prete della chiesa cattolica di Fairview, non vede di buon occhio il comportamento frivolo di Gabrielle e in più di un'occasione cerca di ricondurla sulla "retta via". Nella quarta stagione celebra il matrimonio fra Carlos e Gabrielle dopo la morte di Victor, e nella sesta si occupa dei funerali delle vittime del disastro aereo. Gestisce inoltre la mensa per i poveri di Fairview, dove Gabrielle incontra una sua vecchia amica ricchissima caduta in rovina.

### Yao-Lin
Yao-Lin (stagione 1 e 5; Lucille Soong) è la domestica cinese di Carlos e Gabrielle. Yao-Lin è a conoscenza della relazione fra Gabrielle e John Rowland e perciò viene sempre costretta dalla signora Solis a coprirla. A Yao-Lin non piace Gabrielle e non perde occasione per commentare i suoi comportamenti. Nell'episodio L'amore è nell'aria, dopo un litigio con Gabrielle, Yao-Lin si licenzia. In seguito, quando Gabrielle sta lavorando come commessa in un negozio di cosmetici, Yao-Lin decide di umiliarla facendosi truccare da lei. Viene vista un'altra volta, nel centesimo episodio, quando Gabrielle, appena arrivata, cerca di conoscere le vicine: Yao-Lin si dimostra ancora caustica con la padrona e critica verso i suoi atteggiamenti snob.

### Helen Rowland
Helen Rowland (stagioni 1-2; Kathryn Harrold) è la madre di John Rowland. Helen è un'amica di Gabrielle e delle donne di Wisteria Lane. Un giorno, ascoltando una conversazione fra suo figlio e il suo amico Justin, scopre che John ha una relazione clandestina con una donna del quartiere. Inizialmente sospetta di Susan e arriva a picchiarla dietro le quinte di una sfilata di moda organizzata da Gabrielle. Quando la signora Solis, per proteggere l'amica, confesserà ad Helen di essere lei l'amante di suo figlio, la donna la prenderà malissimo e se la legherà al dito. Infatti la minaccia ripetutamente di denunciarla per pedofilia (John ha diciassette anni) se non convincerà il ragazzo ad andare al college. Nella seconda stagione, quando i Solis cercano di adottare un bambino, incontrano Helen, che lavora all'ufficio adozioni; la donna riesce ad avere la sua vendetta negando l'adozione a Gabrielle e facendo in modo che nessun'altra agenzia di adozioni dia ai Solis un bambino.

### Mama Solis
Juanita "Mama" Solis (stagioni 1 e 8; Lupe Ontiveros) è la madre di Carlos. Odia sua nuora Gabrielle ed è ricambiata. Carlos la invita a stare da loro sospettando un tradimento della moglie. Juanita allora non lascia neanche per un attimo la nuora. Ha il vizio del gioco d'azzardo e Gabrielle sfrutta la debolezza della suocera a suo vantaggio. Una sera Juanita sorprende Gabrielle a letto con John Rowland e le scatta una foto. Sfortunatamente per lei, appena esce di casa viene investita da Andrew Van de Kamp, ubriaco dopo un litigio con Bree, e finisce in coma. Qualche tempo dopo si risveglia e corre via per cercare qualcuno a cui raccontare dell'infedeltà della nuora, ma scivola sul pavimento umido e precipita giù da una scala. Viene soccorsa da un'infermiera, a cui racconta il segreto in punto di morte, ma la ragazza non sente nulla perché indossa le cuffie a volume elevato. Viene seppellita in una tomba costosissima e la primogenita di Carlos e Gabrielle viene chiamata come lei. Per il segreto riguardo alla morte di Juanita, Bree viene ricattata due volte durante la serie: la prima nella seconda stagione da Betty Applewhite, che le impedisce così di rivelare che tiene chiuso in cantina il figlio disabile; la seconda nella sesta stagione, da Sam Allen, che riesce ad estorcere alla donna la sua fruttuosa società.
Comparirà in alcuni flashback, tra cui uno nell'episodio del funerale di Mike Delfino, dove si vede come lei criticava Gabrielle prima del matrimonio per la sua voglia di spendere molti soldi.
Comparirà alla fine dell'ultimo episodio mentre, insieme agli altri fantasmi, guarda Susan andarsene per sempre da Wisteria Lane.

### Juanita Solis
Juanita Solis (stagioni 5-8; Madison De La Garza (st. 5-8), Kaili Say (ep. 4x17) ) è la prima figlia di Gabrielle e Carlos, chiamata come la madre di quest'ultimo, e spesso è in contrasto con la madre, specialmente perché le somiglia molto essendo cocciuta e viziata come lei. È anche golosa e piuttosto pigra e per questo è grassottella e Gabrielle cerca spesso, invano, di farle fare un po' di attività fisica. Viene cacciata dalla scuola pubblica poiché ha usato turpiloquio durante una recita, aggravato dal fatto che la madre ha mancato di rispetto alla preside. Non riuscendo a iscriverla in nessuna scuola, per un periodo Gabrielle sarà costretta a farle da insegnante a casa con pessimi risultati. Riescono a inserirla successivamente nella scuola privata dove insegna Susan. Durante la settima stagione si scopre in realtà non essere la figlia naturale dei Solis poiché un'infermierà ubriaca la scambiò alla nascita. Quando Juanita scopre che lei e Gabrielle non sono madre e figlia ne è molto turbata, ma col tempo supereranno la cosa e lei e la madre torneranno a essere unite come prima. Gabrielle le vuole molto bene ed è molto protettiva con lei, sempre pronta a difenderla.

### Celia Solis
Celia Solis (stagioni 5-8; Daniella Baltodano) è la seconda figlia di Gabrielle e Carlos. Stranamente non parla quasi mai. Rischia la vita quando un aereo cade su Wisteria Lane il giorno di Natale, ma viene salvata da Lynette che nell'incidente perde uno dei gemelli che aspettava. Gabrielle sostiene che Celia sia sopravvissuta all'incidente perché è destinata a "grandi cose".

### Caleb e Matthew Applewhite
Caleb e Matthew Applewhite (stagione 2; Mehcad Brooks e NaShawn Kearse) sono i figli di Betty Applewhite. Prima che gli Applewhite si trasferissero a Fairview, Matthew stava frequentando una giovane ragazza chiamata Melanie Foster. Ha provato a rompere con lei, ma lei non voleva. Matthew le diede un appuntamento al magazzino del Lumberjack Garden, ma prima di lui arrivò il fratello Caleb e quando il ragazzo disse a Melanie di amarla, lei gli rise in faccia, prendendolo in giro per le sue gravi menomazioni mentali. Caleb cercò poi di baciarla ma lei gli diede uno schiaffo e lo colpì con un palo. Caleb, spaventato, la colpisce subito dopo e Melanie cade, apparentemente morta. Dopo la fuga di Caleb, Matthew arrivò proprio nel momento in cui Melanie si stava riprendendo. Disse alla ragazza che Caleb non voleva farle del male, ma lei lo ricattò: non avrebbe detto niente alla polizia solo se fossero tornati insieme. Matthew rifiutò e lei girò le spalle per andarsene. Preso dalla paura, Matthew la colpì tre volte con lo stesso palo con cui era stata colpita da Caleb, uccidendola e coprendo poi il cadavere con il suo giacchetto. Betty mise Caleb in punizione nel seminterrato per aver ucciso Melanie, non sapendo che il vero assassino era Matthew. Matthew inizia a frequentare Danielle Van de Kamp, ma Bree, non contenta di ciò, si convince che c'è qualcosa di strano negli Applewhite. Matthew e Danielle nel frattempo creano un piano per sbarazzarsi di Caleb; Matthew dice a Caleb che piace a Danielle e che vuole baciarlo. Caleb allora si reca a casa dei Van de Kamp, nella stanza di Danielle, ma quando lei lo vede si spaventa. Danielle chiama Bree, che entra armata di pistola e mette in fuga Caleb. Betty, per paura di essere denunciata o che il figlio possa nuocere a qualcuno, decide di uccidere Caleb con delle pillole nascoste in un gelato, ma appena prima di mangiarlo lui le dice che era stato Matthew a dirgli di andare dai Van de Kamp. Betty quindi capisce tutto e rinchiude così Matthew nel seminterrato, decidendo di ucciderlo con lo stesso metodo. Tuttavia Danielle colpisce Betty e libera Matthew. Betty comprende di non potercela fare da sola e così racconta tutta la storia a Bree, che si precipita a casa per cercare Danielle e Matthew che stavano fuggendo con dei soldi rubati dalla cassaforte di Bree. La donna blocca l'uscita dalla casa, impedendo ai due giovani di fuggire. Matthew minaccia Bree con una pistola, fra le urla di Danielle; prima di premere il grilletto però, la S.W.A.T spara a Matthew attraverso la finestra, uccidendolo. Alla fine dell'episodio Betty e Caleb fuggono da Wisteria Lane, senza dire nulla, esattamente come erano arrivati.

### Suor Mary Bernard
Suor Mary Bernard (stagione 2; Melinda Page Hamilton) è una suora cattolica che, tramite un'opera di evangelizzazione nelle carceri ha convertito a una maggiore religiosità Carlos Solis, permettendogli di uscire di galera all'inizio della seconda serie. Mette i bastoni tra le ruote a Gabrielle dato che quest'ultima non vuole avere figli, facendo in modo che Carlos minacci di richiedere l'annullamento alla Sacra Rota. Gabrielle allora fa credere a padre Crowley che il marito e la religiosa hanno avuto rapporti sessuali, facendola trasferire in Alaska. Prima della partenza, le due donne si picchiano furiosamente in chiesa davanti agli occhi di alcuni bambini.

### Porter Scavo
Porter Scavo Data di nascita: 5 febbraio 1998 (stagioni 1-8; Shane Kinsman da bambino, Charles Carver) è uno dei gemelli figli di Lynette, fin da piccolo ha sempre dato del filo da torcere ai genitori essendo molto agitato. Nel salto temporale di cinque anni si scopre che lui e il gemello hanno trasformato il ristorante in un casinò illegale. Ha una relazione con una donna sposata e quando scoppia un incendio nel locale del marito di quest'ultima, Porter diventa il primo sospettato. Durante la settima stagione la madre manda via di casa lui e il gemello poiché non sanno badare a loro stessi, e loro per fargli capire che in realtà la colpa è tutta della madre si trasferiscono a casa della McCluskey per poi trovarsi una vera sistemazione. Nell'ottava serie si scopre essere il padre biologico della bambina di Julie.

### Preston Scavo
Preston Scavo Data di nascita: 5 febbraio 1998 (stagioni 1-8; Brent Kinsman da bambino, Max Carver) è uno dei gemelli figli di Lynette, fin da piccolo ha sempre dato del filo da torcere ai genitori essendo molto agitato. Nel salto temporale di cinque anni si scopre che lui e il gemello hanno trasformato il ristorante in un casinò illegale. Durante la sesta stagione fa un viaggio in Europa e quando torna porta con sé una donna Russa che verrà uccisa dal serial killer. Durante la settima stagione la madre manda via di casa lui e il gemello poiché non sanno badare a loro stessi, e loro per fargli capire che in realtà la colpa è tutta della madre si trasferiscono a casa della McCluskey per poi trovarsi una vera sistemazione.

### Parker Scavo
Parker Scavo Data di nascita 9 giugno 1999 (stagioni 1-8; Zane Huett da bambino, Joshua Logan Moore) è il terzo figlio di Lynette e Tom, è un ragazzo gentile, intelligente, bravo a scuola e molto buono a differenza dei gemelli.

### Penny Scavo
Penny Scavo Data di nascita: 8 maggio 2002 (stagioni 1-8; Kendall Applegate e Darcy Rose Byrnes) è la figlia più giovane di Lynette e Tom, è una bambina molto matura per la sua età che aiuta la madre con le faccende di casa e con l'ultima figlia, Paige. Durante la separazione dei genitori aiuta Lynette a riconquistare Tom.

### Paige Scavo
Paige Scavo (stagioni 6-8) è la più piccola dei figli di Lynette e Tom, che la coppia ha avuto superati i quarant'anni. Insieme a lei la madre aspettava anche un altro figlio, che però perde a seguito dell'incidente aereo in cui rimane ferita. Dopo la sua nascita Lynette è molto stressata e la sorella più grande, Penny, spesso si prende cura di Paige per aiutare la mamma.

### Kayla Huntington
Kayla Huntington (stagioni 3-4; Rachel Fox) è la figlia di Nora Huntington e Tom, che scopre la sua esistenza molti anni dopo la sua nascita. Dopo aver lottato con Lynette per l'affidamento di Kayla, Nora viene uccisa e Kayla rimane a vivere con Tom. Si presenta sempre molto scontrosa nei confronti di Lynette, ritenendola responsabile della morte della madre. Fortunatamente i suoi comportamenti vengono placati da Tom. Nella quarta stagione Kayla mette in atto una sorta di piano di vendetta, che prevedeva l'allontanamento di Lynette dalla famiglia. Infatti, dopo aver istigato i gemelli a incendiare il ristorante di Rick Coletti (rivale in affari del padre), e aver fatto buttare da un tetto uno dei fratellastri, si brucia di proposito il braccio con una piastra, accusando Lynette di abusi. Grazie a Tom, che con un telefono in viva voce fa sentire allo psicologo la confessione di Kayla, l'allontana dalla sua famiglia mandandola a vivere con i nonni materni.

### Nora Huntington
Nora Huntington (stagioni 2,3 e 8; Kiersten Warren) è la madre di Kayla. Era una ballerina di lap-dance su una nave e una volta Tom, completamente ubriaco, ha fatto sesso con lei mettendola incinta. Undici anni dopo Lynette scopre che Nora e sua figlia vivevano ad Atlantic City e regolarmente Tom le andava a trovare. Lynette pensava che Tom la tradisse, invece scopre poi di avere un'altra bambina da accudire in casa. Nora, dopo aver comprato casa vicino a Tom, inizia un piano per riconquistarlo, facendo anche il doppio gioco con i due coniugi. Si intromette nella vita degli Scavo, portandogli non pochi problemi. Nora viene poi uccisa durante la terza stagione da Carolyn Bigsby, impazzita per il tradimento di suo marito, dopo che Lynette le ha detto che Nora ha tentato di sedurre Tom. In punto di morte chiede a Lynette di curare Kayla come se fosse figlia sua. In seguito, Kayla odierà a morte Lynette, ritenendola colpevole della morte della madre. 
Quando Susan deciderà di lasciare per sempre Wisteria Lane alla fine dell'ottava stagione si vedranno i fantasmi di alcune persone morte durante il corso della serie, tra cui Nora. Per quanto possa essere odiosa, il suo carattere può essere giustificato dal fatto che ha avuto un passato difficile e dal fatto che probabilmente ha una personalità borderline.

### Benjamin Van De Kamp
Benjamin Van De Kamp (stagioni 4-5-7 e 8; Jake Soldera) è il figlio che Danielle ha avuto da Austin. Alla nascita viene spacciato come il terzo figlio di Bree, avuto dal marito Horson. Successivamente però, Danielle, ormai sposata con un avvocato, ne richiede l'affidamento e lo porta a vivere con sé e il suo nuovo marito. Spesso con Danielle, Benjamin si reca a Farview per far visita alla nonna Bree. Nell'ottava stagione, dopo il divorzio di Danielle, tornerà a Wisteria Lane con la madre.

### Noah Taylor
Noah Taylor (stagione 1-2; Bob Gunton) è il nonno di Zach. Molto anziano e ricco, ingaggia Mike per scoprire la verità sulla fine di sua figlia Deidre. Viene ucciso da suo nipote alla fine della seconda stagione, che gli stacca la spina.

### Xiao-Mei
Xiao-Mei (stagioni 2-3; Gwendoline Yeo). Vediamo per la prima volta Xiao-Mei ad un pranzo organizzato da Maxine Bennett, a cui Bree viene invitata. Maxine viene arrestata dall'FBI perché tratta Xiao-Mei come una schiava e così la ragazza viene affidata alla parrocchia. Carlos si lascia convincere da padre Crowley a far soggiornare temporaneamente Xiao-Mei in casa sua, inizialmente contro il volere della moglie. Gabrielle tuttavia comincia ad apprezzare Xiao-Mei quando scopre che la ragazza cucina benissimo, si occupa delle faccende domestiche e sa cucire molto bene; così quando la famiglia della ragazza torna a riprenderla, Gabrielle la convince a restare a casa sua come domestica. Dopo molti tentativi falliti di avere un figlio, Gabrielle convince Xiao-Mei a diventare la madre surrogato di suo figlio. Mentre portava in grembo il bambino però, ha una relazione con Carlos che porta i Solis al divorzio. Al momento del parto si scopre che per un errore le è stato impiantato l'ovulo sbagliato e così dà alla luce un bambino di colore, che viene rifiutato dai Solis. Xiao-Mei dunque viene mandata via da Gabrielle e non viene più vista.

### Sophie Bremmer
Sophie Bremmer (stagioni 1-2 e 7; Lesley Ann Warren) è la madre di Susan. Sophie è una donna un po' frivola ed egocentrica, sempre presa da sé stessa, si è sposata per ben cinque volte. Quando Susan necessita di un trapianto di rene la donna chiede alla madre di farle da donatrice, ma lei si rifiuta di farlo, Susan arrabbiata le dà dell'egoista. La zia di Susan le rivela che Sophie non può darle il suo rene perché soffre di cancro, e che non ha voluto dirlo a Susan per non farla preoccupare, facendo il suo primo gesto di altruismo. Susan si riappacifica con la madre, ma senza farle sapere che è a conoscenza delle sue pessime condizioni di salute.

### Addison Prudy
Addison Prudy (stagione 2; Paul Dooley) è il padre di Susan. Gestisce un emporio agrario dall'altra parte della città. È un impenitente donnaiolo, nonostante sia sposato tradisce costantemente la moglie, infatti anche la madre di Susan era una delle sue molte amanti, pertanto Susan è la sua figlia illegittima. Susan cerca di legare con lui, ma la moglie di Addison, credendo erroneamente che Susan sia una delle sue amanti, aggredisce la donna al supermercato, ma Susan le rivela di essere la figlia del marito; la donna delusa dal fatto che il marito ha avuto una figlia da una delle sue relazioni adultere, consiglia a Susan di tagliare tutti i legami possibili con Addison perché lui è il tipo di uomo che ferisce sempre le persone che gli stanno vicino.

### Ron McReady
Ron McReady (stagione 2; Jay Harrington) è un chirurgo dell'ospedale Sacro Cuore. Ha iniziato a frequentarsi con Susan, quando si sono incontrati all'ospedale. Durante la splenectomia di Susan, lui le dice che l'ama, ma lei dice di amare Mike. L'infermiera poi dice al dottore che Susan è sposata con Karl. Quando poi Ron lo dice a Susan lei gli racconta la verità, e cioè che lei e Karl si erano risposati solo perché l'assicurazione sanitaria di Susan era scaduta, ma lui la lascia quando capisce che lei è ancora innamorata di Mike.
Verrà nominato solo un'altra volta, nella quinta stagione, mentre Susan riassume insieme ad Edie tutte le sue storie d'amore.

### Phyllis Van de Kamp
Phyllis Van de Kamp (stagioni 2 e 4; Shirley Knight). Appare nella prima puntata della seconda stagione, quando arriva a Wisteria Lane per presenziare al funerale del figlio. Non ha un rapporto facile con Bree, che ritiene responsabile dell'infelicità di Rex. La morte di quest'ultimo sarà per lei un duro colpo, amplificato dalla sua forte emotività. Questo aspetto costituisce sin dall'inizio un problema per Bree, abituata a controllare e moderare i propri sentimenti a tal punto, secondo l'opinione della suocera, da lasciare supporre un totale disinteresse per la morte del marito. Uno dei momenti di massima tensione tra le due avviene durante un pranzo con Lynette, quando Bree, esasperata dai continui tentativi di Phyllis di attirare l'attenzione su di sé, la schiaffeggia. In seguito, l'anziana darà credito ai sospetti della polizia che indicano Bree come responsabile della morte di Rex. Quest'ulteriore cattiveria spingerà Bree a cacciarla da casa sua.
Ritroviamo Phyllis nella quarta stagione, quando Bree si finge incinta del nuovo marito, Orson per coprire la gravidanza di Danielle. Durante una festa a sorpresa per Bree, Phyllis scopre per caso le pance finte nell'armadio della nuora, ma lei riesce a convincerla a non dire niente a nessuno. Danielle, intanto, nascosta in un convento, approfitta dell'odio che la nonna nutre per sua madre per andarsene, e l'anziana signora la ospita nella sua casa di riposo. Inizialmente Danielle vuole rimanere lì con lei, ma poi Bree e Orson la convincono a ritornare in convento prospettandole una vita penosa nella casa di riposo. Bree lascia la suocera con la promessa di farle fare da baby-sitter al nipotino, di cui lei è effettivamente bisnonna.

### Ian Hainsworth
Ian Hainsworth (stagione 3; Dougray Scott) è un uomo inglese che cade in depressione quando la moglie Jane va in coma dopo essere caduta da cavallo, la quale successivamente morirà. Incontra Susan all'ospedale, mentre lei aspetta che Mike si risvegli dal coma. Susan e Ian iniziano a frequentarsi e decidono anche di sposarsi, quando però Mike si risveglia dal coma. Edie prova a convincere Mike, che non ricorda nulla dei suoi precedenti due anni, che lui odiava Susan. Dopo una visita dei genitori di Ian a casa di Susan, la donna scopre che il padre di Ian è gay, beccandolo ad indossare della biancheria intima dal suo guardaroba. Quando la madre di Ian le chiede di firmare un accordo matrimoniale, il padre di Ian lo strappa, ricattato da Susan. Benché sia una brava persona, Ian alle volte manifesta una personalità subdola e insicura, è molto incerto sulla sua relazione con Susan per via della presenza di Mike che lo rende poco fiducioso dell'amore che Susan dovrebbe provare per lui, ciò è dovuto principalmente ai problemi mai risolti con Jane, che lo tradiva con un altro uomo. Successivamente Ian, capendo che Susan ama Mike in un modo in cui non amerà mai lui, decide di lasciarla, annullando il fidanzamento e il matrimonio. Ian decide di tornare in Inghilterra e non fa più apparizioni nella serie.

### Monique Poulier
Monique Poulier (stagione 3; Kathleen York) è un'assistente di volo francese, ha avuto contemporaneamente due relazioni con due uomini sposati: Orson Hodge ed Harvey Bigsby. La donna viene uccisa da Gloria Hodge perché la giudica una donna di facili costumi che minaccia il matrimonio di Orson ed Alma. Orson aiuta sua madre a seppellirla, ma i due vengono visti a casa Poulier dall'idraulico, Mike Delfino. Orson arriverà ad investire Mike con l'automobile, pur di tenere nascosto il suo segreto. Dell'omicidio di Monique verranno sospettati prima Orson e poi Mike. Inoltre, la scoperta della sua relazione con Harvey fa uscire di senno sua moglie Carolyn, che tenta di ucciderlo nel suo supermercato. Un momento particolarmente raccapricciante della morte di Monique è quando Gloria le strappa via i denti per evitare che il cadavere venga identificato attraverso delle lastre. I denti, accuratamente conservati in un sacchettino, verranno trovati da Bree sotto un'asse del pavimento di casa di Alma.

### Carolyn Bigsby
Carolyn Bigsby (stagione 3; Laurie Metcalf) è la vicina di casa di Alma e insegnante di religione alla scuola domenicale. Carolyn si presenta a casa di Bree per impedirle di sposare Orson, che ritiene l'assassino della prima moglie Alma. Le sue affermazioni metteranno in crisi Bree e verranno invece credute dagli abitanti di Wisteria Lane, soprattutto da Susan. Bree non la sopporta e quando Orson le dice che il marito di Carolyn, Harvey, aveva una relazione con Monique Poulier, Bree non perde l'occasione per rivelarglielo. Carolyn allora impazzisce ed entra armata nel supermercato di proprietà del marito, prendendo in ostaggio tutti i clienti (fra cui Lynette Scavo, Nora Huntington, Julie Mayer, Austin McCann, Art Sheperd ed Edie Britt, che però riesce a rifugiarsi nell'ufficio del direttore insieme ad Harvey). Carolyn comincia a delirare e quando Lynette in uno scatto di rabbia urla che Nora ha tentato di sedurre Tom, Carolyn colpisce Nora in pieno petto, uccidendola nel giro di qualche minuto. Lynette le urla che è una pazza a comportarsi in questo modo e Carolyn le spara addosso. Il nuovo vicino Art, però, riesce a deviare il colpo e Austin salta addosso a Carolyn per disarmarla. Durante la colluttazione, la pistola viene presa da una degli ostaggi, Maya, madre di un alunno di Carolyn, che le spara alla testa, uccidendola.

### Gloria Hodge
Gloria Hodge (stagione 3; Dixie Carter) è la madre di Orson. Ha ucciso Monique con la chiave inglese di Mike Delfino. Rimane paralizzata e impossibilitata a parlare dopo aver tentato di uccidere Bree simulando un suicidio (come ha fatto per il marito).

### Alma Hodge
Alma Hodge (stagioni 3,8; Valerie Mahaffey) è la prima moglie di Orson Hodge. Lui la tradiva con la hostess Monique Poulier e il loro matrimonio era in crisi e così una mattina Alma ha deciso di scappare di casa mentre il marito era al lavoro. Orson però era rientrato prima e i due avevano litigato furiosamente; da quel momento nessuno aveva mai più rivisto Alma Hodge. La discussione era stata però ascoltata da Carolyn Bigsby, un'amica di Alma, che ha così messo in giro la voce che Orson ha ucciso sua moglie.Scopriamo più tardi, però, che Alma è rimasta in contatto con la suocera Gloria, con la quale condivide l'obiettivo di riappacificarsi con Orson. Alma compare a casa di Bree, rivelando di aver vissuto per anni a Winnipeg, in Canada, da una sua anziana zia, in modo che tutti credessero che Orson l'avesse uccisa. Subito è chiara la sua intenzione: riprendersi Orson a tutti i costi. Per farlo, lei e Gloria organizzano un piano diabolico: Alma si trasferisce nella vecchia casa di Betty Applewhite, si sottopone a cure ormonali per la fertilità e una sera Gloria chiama suo figlio dicendogli che Alma ha tentato di uccidersi. Orson accorre e trova un biglietto con il quale Alma gli spiega di volersi uccidere non sopportando l'idea che l'uomo della sua vita ami un'altra; Gloria lo droga attraverso un bicchiere di liquore pieno di sonniferi e viagra e Alma allora lo stupra per rimanere incinta. Nel corso delle puntate però Alma si pente e capisce che non potrà mai ottenere l'amore di Orson. Gloria non lo può accettare e rinchiude Alma in soffitta, per poi tentare di uccidere Bree. Alma riesce ad uscire attraverso una finestra, ma nel tentativo di attirare l'attenzione di Danielle Van de Kamp, cade dal tetto e muore. Gloria invece viene fermata appena in tempo da Orson, ma ha un ictus e così suo figlio la porta a casa di Alma. Nel giardino trova il suo cadavere e abbandona lì anche Gloria. La polizia allora trova il biglietto in cui Alma confessava di voler morire e un sacchettino contenente i denti di Monique Poulier; stabilisce così che Alma ha ucciso Monique e poi si è suicidata, e che Gloria, alla vista del suo cadavere ha avuto un malore. Mike Delfino viene quindi rilasciato e Orson e Bree partono per la loro luna di miele.
Ricomparirà solo alla fine dellìultimo episodio della serie, mentre, insieme agli altri fantasmi, guarda Susan lasciare per sempre Wisteria Lane.

### Stella Wingfield
Stella Wingfield (stagioni 3-5 e 7; Polly Bergen) è la madre di Lynette. Viene descritta dalla figlia come un'alcolista, che faceva abuso di droghe molto spesso, tradiva suo marito portando estranei a casa loro e picchiava le figlie. Nell'infanzia di Lynette è stata quasi sempre assente ed ha avuto anche un tumore al seno, perciò Lynette si è dovuta occupare delle altre due sorelline. Stella appare per la prima volta nel finale della terza stagione, quando viene avvertita da Lucy, la sorella di Lynette, che quest'ultima aveva il cancro. Avendole dato 10.000 dollari per curarsi, Lynette la lascia vivere in casa loro. Nella quarta stagione iniziano a crearsi dei problemi tra madre e figlia; infatti, mentre tutti erano a casa di Susan per una sciarada, Lynette è costretta a rimanere a casa a causa del dolore. La madre le mette un po' di marijuana nei dolcetti, alleviandole il dolore e permettendole quindi di presentarsi alla serata da Susan, dove però fa una figura pessima, in preda all'euforia causata dalla droga. Quando poi Lynette guarisce dal cancro, chiede alle sorelle di riportare via Stella. Le due non accettano dicendole che la madre ha rovinato le loro vite e ormai a nessuna delle due importa più nulla. Lynette, arrabbiata, caccia le sorelle, ma la madre va via mentre loro litigano. Dopo averla trovata, Lynette convince Stella ad andare a vivere da Glen, l'ex marito, che si scopre essere stato la causa del divorzio, e non la madre, come Lynette pensava, perché era gay. Nella quinta stagione Stella è stata messa da Lynette in una casa di riposo dopo la morte di Glen e, piena di rancore verso la figlia, ospita Porter, scappato per paura di essere ucciso dal marito della sua amante, Anne Shilling. Lynette porta via Porter con un escamotage, ma dopo un confronto con la madre, le promette di farle visita più spesso. Stella torna nella settima serie dove farà la conoscenza di un ricco vedovo pluridivorziato nella sua stessa casa di riposo: Stella, sebbene sua figlia Lynette detesti il nuovo compagno della madre perché insopportabile e razzista, lo sposa ugualmente per poi, una volta deceduto il marito, ereditarne il patrimonio. Il suo piano va a buon fine e lei diventa ricca.

### Rick Coletti
Rick Coletti (stagione 3-4; Jason Gedrick). Quando Tom s'infortuna alla schiena e non può più lavorare, Lynette assume Rick, un cuoco italo-americano di Napoli. Tom non prova simpatia per lui, poiché ha un passato di tossicodipendenza alle spalle e in seguito sarà geloso delle sue affinità con Lynette. La donna prende una cotta per lui, ma quando l'uomo le dice di essersi innamorato di lei, Lynette viene costretta a licenziarlo. Lei e Tom hanno un momento di crisi per questo motivo e il loro matrimonio sarà in serio pericolo, quando Lynette scopre di avere un linfoma. Nella quarta stagione, Rick ritorna ed apre un ristorante praticamente accanto a quello degli Scavo, che perdono quindi molti clienti. Ad un certo punto però il ristorante di Rick viene incendiato: Lynette sospetta di Tom, ma poi scopre che i responsabili sono i gemelli, incitati da Kayla.

### Victor Lang
Victor Lang (stagioni 3-4; John Slattery) è il secondo marito di Gabrielle. L'abborda per strada e la conquista abbastanza facilmente. Le chiede di sposarlo e lei accetta solo qualche tempo dopo, durante una conferenza stampa, quando vengono mostrate delle foto di Victor e Gabrielle che copulano in ascensore che rischiano di compromettere la carriera politica di Victor. L'uomo diventa sindaco di Fairview e sposa Gabrielle, che subito dopo la cerimonia scopre che Victor l'ha sposata solo per accaparrarsi i voti dei latino-americani. Gabrielle quindi comincia ad avere una tresca con il suo ex-marito Carlos. Victor li scopre e li invita in una gita in barca, dove viene gettato in mare da Gabrielle con un remo. I Solis fanno sparire la barca, ma Victor viene ritrovato e sostiene di aver perso la memoria. In realtà dice alla moglie che ricorda ogni cosa. Carlos e Gabrielle decidono allora di scappare da Fairview per vivere felici, ma Victor li raggiunge a casa di Gabrielle e cerca di uccidere Carlos. A Wisteria Lane nel frattempo è arrivato un tornado e Victor muore trafitto dal paletto di una staccionata. Il padre di Victor, Milton, spiega a Gabrielle che non riceverà neanche un soldo di eredità perché il patrimonio dei Lang è intestato a nome suo e caccia la nuora dai funerali del figlio.

### Milton Lang
Milton Lang (stagioni 3-4) è il padre di Victor e suocero di Gabrielle. Ha costruito una grande carriera al figlio e gli ha organizzato il matrimonio con Gabrielle per garantirgli il voto dei latino-americani nelle elezioni a sindaco di Fairview. Offre a Gabrielle una cospicua somma di denaro se resterà sposata a Victor per almeno un anno, ma quando il figlio muore, Milton scaccia la nuora dal funerale, minacciandola di salire sull'altare per dire a tutti i presenti che lei è una sgualdrina.

### Art Sheperd
Art Sheperd (stagione 3; Matt Roth) vive con sua sorella malata Rebecca, al 4352. Salva Lynette da Carolyn Bigsby durante il sequestro al supermercato, e così diviene un eroe nel quartiere. Quando però Lynette va a casa sua per regalargli una torta scopre una parete tappezzata di foto di bambini seminudi nello scantinato, e giunge alla conclusione che Art è un pedofilo. Sparge così la voce nel quartiere e Art viene emarginato e tenuto alla larga dagli abitanti di Wisteria Lane. Dopo la morte di Rebecca per un attacco di cuore, Lynette si scusa con Art sentendosi responsabile dell'accaduto e lui le confessa di essere un pedofilo, ma che, dovendosi occupare della sorella malata, non ha mai potuto dare libero sfogo alle sue pulsioni. Tuttavia, ora che lei è morta può farlo liberamente, e quindi va via da Wisteria Lane, lasciando in Lynette il rimorso di aver messo in libertà un pedofilo. In seguito a questa scena non compare mai più nella serie.

### Adam Mayfair
Adam Mayfair (stagione 4; Nathan Fillion) è il secondo marito di Katherine Mayfair e patrigno di Dylan Mayfair. Di professione ginecologo, è stato costretto a lasciare Chicago in seguito all'accusa di molestie da parte di Sylvia Green, una sua paziente con la quale aveva avuto una relazione. Ha un carattere molto più aperto e tranquillo rispetto a quello della moglie e ha instaurato un ottimo rapporto con Dylan. Inoltre ha aiutato la notte di Halloween a dare alla luce Benjamin, il figlio di Danielle. Decide di lasciare Katherine dopo aver scoperto che lei gli ha mentito riguardo a ciò che successe davvero a Dylan, ma negli ultimi episodi accetta di aiutare Katherine a difendere Dylan da Wayne. Alla fine della quarta stagione, la sua rottura con Katherine diventa ufficiale, e lascia Wisteria Lane.

### Dylan Mayfair
Dylan Mayfair (stagioni 4 e 6; Lyndsy Fonseca) è l'unica figlia di Katherine. Venne adottata in un orfanotrofio rumeno, dopo la morte della Dylan reale. Viene poi rivelato che Katherine e Dylan vivevano già a Wisteria Lane circa 12 anni prima, insieme al primo marito di Katherine, Wayne Davis. Nella quarta stagione si vengono poi a scoprire dei segreti, visto che Dylan inizia a indagare sul suo passato, del quale ricorda quasi nulla. Sembra che gli unici a sapere cosa fosse successo fossero proprio Katherine, Adam e la zia Lillian, che in punto di morte lascia un biglietto per Dylan con su scritto la verità, che naturalmente non troverà mai. La verità viene poi scoperta nel finale della quarta stagione; la "vera" Dylan morì quando era piccola, schiacciata da un mobile. Katherine e la zia la seppellirono in un bosco vicino e adottarono un'orfana rumena, identica alla vera Dylan, chiamandola proprio come lei. Dylan nel salto dei 5 anni in avanti lascia un messaggio alla madre dicendole che il suo ragazzo Bradley le ha chiesto di sposarlo sotto la Torre Eiffel. In seguito si trasferisce a Baltimora. Si scopre poi che è anche incinta. Nella sesta stagione viene convinta da Susan a far curare la madre che ha avuto un grave esaurimento nervoso.

### Dylan Davis
Dylan Davis (stagione 4, solo flashback; Hailee Denham) è la figlia biologica di Katherine, la "vera Dylan". Non si sa molto di lei, a detta di Karen era una bambina d'oro, molto amica di Julie (la quale rimane sorpresa quando Dylan giustamente non ricorda il suo passato) e che aveva un'enorme cicatrice sul braccio in seguito ad una caduta dalla bicicletta (questo dettaglio farà insospettire Wayne). Muore negli anni '90, schiacciata da un enorme armadio, dopo che vi si era arrampicata per cercare di prendere una bambola. Katherine e Lillian decisero di seppellirla in un bosco vicino Wisteria Lane per evitare di essere accusate di omicidio (sebbene sia stato un incidente) al fine di liberarsi di Wayne. Dopo la sua morte, sua madre adotta un'orfana rumena che coprirà il suo posto e fugge a Chicago.

### Lillian Simms
Lillian Simms (stagione 3, 4 e 8; Ellen Geer) è la zia di Katherine. Ritornò insieme a Katherine a Wisteria Lane, dove viveva anche lei 12 anni prima. Insieme a Katherine, è l'unica a sapere esattamente cosa accadde quando abitavano nel quartiere. Lillian prova più volte a dire a Dylan quello che successe veramente, non riuscendoci per l'ostilità di Katherine e le lascia anche un biglietto in punto di morte, trovato da Dylan, ma male interpretato. Lillian poi muore, portata via da un'ambulanza.
Ricomparirà alla fine dell'ultimo episodio della serie sotto forma di fantasma, quando, vicino a Beth Young Rex Van De Kamp e Chuck Vance (anch'essi fantasmi), guarderà Susan lasciare Wisteria Lane.

### Wayne Davis
Wayne Davis (stagione 4; Gary Cole) è il primo marito di Katherine, e padre della vera Dylan. Negli episodi viene mostrati che abitualmente beveva e picchiava Katherine, due motivi principali del loro divorzio. La donna ha provato a denunciarlo, ma non è mai stata creduta dai poliziotti, amici di Wayne. Ha passato inoltre 12 anni alla ricerca dell'ex-moglie e della figlia. Quando le ritrova inizia a rifrequentare la figlia, ma poi scopre che non è davvero sua figlia. Fa ostaggi Katherine e Bree in casa di Katherine, minacciandole con una pistola per sapere la verità; Adam salva le due donne e mentre Bree disinfetta le sue ferite, Katherine rimane da sola con Wayne. L'uomo le dice che non verrà condannato a causa dei suoi amici in polizia e allora Katherine, in preda al panico, gli spara uccidendolo.

### M.J. Delfino
Maynard James "M.J." Delfino (stagioni 5-8; Mason Vale Cotton) è il figlio di Susan e Mike Delfino, ed è il fratello minore di Julie e Zach. È nato l'11 maggio 2008. Susan voleva inizialmente chiamarlo Connor, ma Mike le chiede di chiamarlo Maynard in onore del nonno defunto. Come compromesso, dato che l'altro nonno di Mike si chiama James, Susan ottiene di poterlo chiamare Maynard James, abbreviandolo in "M.J.". Viene picchiato da Juanita Solis, la figlia di Gabrielle, creando uno scontro fra le due madri. Quando Mike inizia a frequentarsi con Katherine, M.J. sente la mancanza della famiglia unita e reputa Katherine un'intrusa, cominciando a boicottarla. Sotto molti aspetti è uguale a sua madre, infatti è maldestro, sconclusionato e ingenuo. Rimarrà molto turbato dalla morte del padre, diventando maleducato e impertinente, ma grazie all'amore di Susan imparerà ad affrontare il dolore. Diventerà zio quando Julie darà alla luce una figlia, e si trasferirà via con la madre, per aiutare Julie con gli studi dopo la nascita della piccola.

### Ellie Leonard
Ellie Leonard (stagione 4 e 8; Justine Bateman). Nella quarta stagione, i Solis decidono di affittare una delle loro stanze per problemi economici e così conoscono l'apparentemente limpida Ellie, che in realtà si scopre essere una spacciatrice di droga. Per giustificare il viavai di gente nella sua stanza, s'inventa di essere una tatuatrice, ma Gabrielle scopre dei panetti di cocaina sotto il suo letto. Dopo averne parlato con Carlos, i due si rivolgono alla polizia, che però dice loro di star indagando da tempo su Ellie e di voler trovare il suo fornitore. Più tardi, la polizia si dichiara pronta a tendere la trappola per Ellie, ma all'ultimo minuto Gabrielle si pente e dice all'amica di scappare. Ellie riesce così a sfuggire alla polizia, ma torna a casa Solis per prendere il suo orsacchiotto, contenente 118.000 dollari. Gabrielle però lo ha già trovato e non intende darlo ad Ellie; le due si azzuffano e la polizia entra in casa, perciò Ellie scappa senza il bottino e si rifugia in casa di Katherine Mayfair. La donna però in quel momento è tenuta in ostaggio dall'ex marito Wayne, che non esita a sparare a Ellie in pieno petto, uccidendola sul colpo.
Ricomparirà accanto a Karl Mayer e Nora Huntington, sotto forma di fantasma nell'ultimo episodio della serie, mentre guarda Susan andarsene per sempre da Wisteria Lane.

### Dave Williams
Dave Williams/David Dash (stagione 5; Neal McDonough) è il neo marito di Edie Britt nella quinta stagione. Nel 2013 si trasferisce a Wisteria Lane con sua moglie Edie. In passato era sposato con un'altra donna dalla quale aveva avuto una bellissima figlia, ma Mike le uccise involontariamente causando un incidente stradale. La vera ragione per cui si è trasferito a Wisteria Lane è per vendicarsi Mike, infatti quando aveva sposato Edie scoprì che lei viveva in quel quartiere e quindi ha iniziato a ordire il proprio piano. A modo suo ama veramente Edie ma ormai è accecato del desiderio di vendicarsi. È un uomo all'apparenza cordiale, ben educato e affabile, ma il dolore per la morte della moglie e della figlia lo hanno reso rabbioso, vendicativo e instabile, la signora McCluskey sembra l'unica che riesce a intravedere le sue cattive intenzioni, agli occhi degli altri vicini è solo un uomo gentile. Quando la moglie e la figlia morirono, straziato dal dolore, era stato ricoverato in un centro di igiene mentale. Dai racconti del suo passato emerge che quella di Dave è stata una vita molto triste: da bambino soffriva di balbuzie, il padre era un alcolizzato, Dave voleva molto bene al fratello ma era un tossico e venne arrestato, in prigione finì con l'essere ucciso da un altro detenuto. Lo psichiatra di Dave va a trovarlo a Wisteria Lane, capendo che lui ha in mente qualcosa di terribile cerca di farlo ragionare ma Dave lo uccide strangolandolo. Quando Edie scopre che Dave è venuto a Wisteria Lane per vendetta, lui tenta di uccidere la moglie, ma poi non trova il coraggio di farlo, Edie tuttavia scappa terrorizzata ma mentre è al volante dell'auto rimane vittima di un incidente evitando di investire Orson Hodge e muore. Alla morte di Edie, Dave entra in una fase di depressione e diventa amico di Susan, ma quando questa gli rivela di aver ucciso lei la moglie e la figlia di Dave (e non Mike come lui credeva) decide di fargliela pagare: Susan ignorava che Dave fosse il marito della donna deceduta nonché il padre della bambina che morì con la madre. Dave chiede a Susan e M.J. di venire con lui per una gita sul lago. Susan viene poi avvisata da Mike che Dave stava cercando di ucciderli, mentre Mike li raggiunge per salvarli. Susan inizia a preoccuparsi, e quando poi Dave stava per attuare il suo piano di vendetta, decide di uccidere solo M.J. e non Susan, legandola ad un segnale stradale affinché veda suo figlio morire. In pratica Mike sarebbe arrivato a tutta velocità sulla macchina di Dave che sarebbe comparsa all'improvviso, uccidendo M.J. Fortunatamente Dave ha una visione della figlia morta, e si pente di quello che stava per fare, liberando M.J. e schiantandosi solo lui contro Mike. Dave sopravvive e viene internato per sempre in una struttura per malati di mente, in chiaro stato di shock.

### Ana Solis
Ana Solis (stagioni 5- 6 Maiara Walsh) è la nipote di Carlos, che nel finale della quinta stagione si trasferisce a casa di Carlos perché sua nonna dice di non potersene più prendere cura; come Gabrielle adora i bei vestiti e le piace sedurre i ragazzi. Intuendo la gelosia di Gabrielle, Ana si comporta da ribelle con lei e poi va a piangere da Carlos. L'uomo però si renderà conto ben presto che la moglie deve essere appoggiata e così i due cominciano a trattare Ana come le loro figlie, arrivando ad ottenerne la tutela. Ana in seguito intraprende una relazione con Danny Bolen, contrastata dalla zia, che non vede di buon occhio la misteriosa famiglia del giovane. Per questo, grazie alle sue conoscenze Gabrielle riesce a mandare Ana a New York assicurandole una carriera come modella. Danny però scappa di casa e segue la ragazza nella Grande Mela, dove lontani dalle famiglie, si dimostrano intenzionati a proseguire la loro storia.

### Jackson Braddock
Jackson Braddock (stagione 5; Gale Harold) è il fidanzato di Susan che appare solo nella quinta stagione. È un imbianchino canadese a cui Susan si rivolge per ridipingere la sua casa dopo il divorzio. I due iniziano un rapporto molto insolito: infatti decidono di non dichiararsi amore eterno e spesso si lasciano e ritornano insieme poco dopo. Un giorno Jackson va da Susan chiedendole di sposarlo, ma solo perché gli è scaduto il permesso di soggiorno e sarebbe dovuto tornare in Canada. Quando si stanno per sposare, la polizia lo preleva, a causa di Dave che lo denuncia, eliminando così un testimone scomodo: Dave infatti teme che Jackson possa rivelare qualcosa riguardo all'incendio al White Horse, di cui lui è il responsabile. Non è stato ben chiarito che fine abbia fatto Jackson, ma si suppone che sia stato fatto rimpatriare in Canada.

### Anne Schilling
Anne Schilling (stagione 5; Gail O'Grady) è un agente immobiliare, aiuta Tom a trovare un garage per la sua band, poiché Lynette gli ha vietato di suonare a casa. La donna è bellissima e Lynette è subito gelosa di lei, temendo che il marito possa cedere alla tentazione. In realtà i coniugi Scavo scoprono presto che Anne ha sedotto Porter e tentano di fermare la relazione, ma Anne dice di essere incinta del ragazzo; per loro, tutto viene scoperto anche dal marito di Anne, Warren, un uomo molto violento, che non esita a picchiare la moglie quando Lynette esce da casa loro. Lynette accorre in aiuto di Anne e l'accompagna alla fermata dell'autobus dopo averle dato tutti i suoi risparmi perché non torni mai più: in quest'occasione Anne rivela a Lynette di non essere incinta. In seguito, quando Dave Williams incendierà il locale di Warren, darà la colpa a Porter, che avrà grossi guai con la legge.

### Virginia Hildebrand
Virginia Hildebrand (stagione 5; Frances Conroy) è un'anziana e ricchissima cliente del club dove Carlos lavora come massaggiatore. Virginia assume Carlos come massaggiatore personale dopo che, durante una seduta, le ha provocato accidentalmente un orgasmo. Gabrielle, all'insaputa di ciò, è felicissima che una donna ricca come Virginia si sia legata tanto alla sua famiglia e così approfitta di tutti i benefici che la situazione comporta. Quando scopre la storia dell'orgasmo, s'infuria e dice a Virginia di stare alla larga da casa sua, ma l'anziana la impietosisce dicendole che è molto sola e le piacerebbe avere una famiglia. Durante la festa di compleanno di Celia, Gabrielle caccia Virginia, stufa della sua presenza opprimente e l'anziana, infuriata fa licenziare Carlos dal club. In seguito si pente ed informa i Solis che li ha nominati eredi universali del suo patrimonio, ma Gabrielle si accorge che accettando l'offerta, accetterebbe anche l'intromissione continua di Virginia negli affari della sua famiglia; perciò la sera dell'incendio al pub, rifiuta l'offerta di Virginia. Quando scoppia l'incendio, nonostante le loro incomprensioni, Gabrielle aiuta Virginia ad uscire dal locale. Virginia Hildebrand non fa più apparizioni nella serie da questo momento.

### Roberta Simmons
Roberta Simmons (stagione 5; Lily Tomlin) è la sorella minore della signora McCluskey. È apparsa per la prima volta in un episodio della quinta stagione, quando Karen cerca aiuto per dimostrare che Dave è un criminale. Roberta accetta di aiutare la sorella a indagare su di lui, scoprendo alcuni particolari grazie a dei contatti, come il fatto che andava da uno psichiatra. Una volta scoperto chi fosse lo psichiatra, lo andarono a trovare per sapere informazioni, ma non lo trovarono mai, poiché il dottore era già stato ucciso da Dave. Appare anche nel finale di stagione, nella stazione di polizia, dove scoprono di ciò che accadde alla famiglia di Dave.

### Alex Cominis
Alex Cominis (stagioni 5-8; Todd Grinnell) è il fidanzato di Andrew, è un medico di professione. Bree non va d'accordo con la madre di Alex, ritenendola una donna rozza e prepotente, Alex e Andrew vanno a vivere insieme dopo che Bree compra loro la vecchia casa di Martha Huber. La coppia inizia ad attraversare dei problemi quando Andrew cade nel baratro dell'alcolismo: Alex lo lascia perché, pur amandolo, non può vederlo mentre si autodistrugge.

### Eli Scruggs
Eli Scruggs (stagione 5; Beau Bridges) è un tuttofare di Wisteria Lane. Appare per la prima ed unica volta nel centesimo episodio della serie, come un anziano signore gentile che sta per andare in pensione. Un attacco di cuore lo colpisce improvvisamente mentre è al lavoro e l'uomo muore sul tetto di Susan. Una serie di flashback racconta quindi la vita di Eli Scruggs. Conobbe per prima Mary Alice Young, alla quale si rivolse in cerca di lavoro. Mary Alice gli disse di non aver nessun lavoro per lui, ma quando si accorse che Eli aveva le scarpe rotte, disse che aveva un vaso che le si era rotto proprio quella mattina. Mary Alice fece conoscere Eli a tutto il vicinato, garantendogli un lavoro stabile come tuttofare. Eli aiutò tutte le casalinghe: quando Rex Van de Kamp era ancora in vita, Eli sentì Bree e Rex litigare sul fatto che a lei serviva una cucina nuova e che voleva pubblicare un libro di ricette. Rex la derise e Bree gettò i suoi appunti nella spazzatura. Dopo la morte di Rex, Bree era depressa, ed Eli la confortò spingendola a realizzare i suoi sogni, ridandole il quaderno contenente l'insieme di ricette che verranno successivamente rilegate nel suo libro e che aveva buttato e lui aveva recuperato dalla spazzatura. Gabrielle era nuova nel quartiere, e la sua vita era cupa. Non aveva amiche e non c'era nulla da fare lì, e l'unica persona con cui poteva a malapena parlare era la sua domestica Yao-Lin. Eli le consigliò di unirsi al gruppo delle casalinghe che il martedì giocavano a poker. Lei le invita a casa sua, ma non fa altro che parlare di come fosse bella e ricca la sua vita, attirandosi le antipatie delle donne. Eli allora le consigliò di parlare anche dei suoi problemi. Gabrielle così andò a casa di Lynette, quando stavano giocando a poker, e si scusò per il suo comportamento, raccontando che Carlos non c'era mai e che lei era terribilmente sola, diventando amica delle casalinghe. Lynette invece era sempre presa dal lavoro e dai suoi figli. Un giorno dimenticò la piccola Penny nella macchina. Eli la prese e la riportò alla madre, che scoppiando in lacrime, decise di dedicarsi ai figli e di lasciare il lavoro. Eli ha anche un rapporto sessuale con Edie, che stava divorziando dal secondo marito Umberto, che non riusciva ad essere soddisfatto sessualmente da lei. In seguito Edie disse a Eli che Umberto era gay. Susan invece stava divorziando da Mike, e come fece la prima volta con Karl, chiese a Eli di cambiarle tutte le serrature. Eli poi conforta Susan, rasserenandola. Quando Eli informa Susan di voler andare in pensione dopo aver finito di riparare il suo tetto, lei esce per comprare del vino per festeggiare, dicendogli di aspettarla. Tornata a casa però, scopre che Eli è morto. Nel frattempo dall'aldilà Mary Alice ricorda che, 2 anni dopo aver riparato il suo vaso, la donna era in salotto a leggere la posta. Eli entrò, dicendole di aver finito il suo lavoro e Mary Alice lo pregò di tenere con sé il vaso che le aveva riparato. Poco dopo che Eli uscì, Mary Alice si sparò. Da quel momento Eli promise a sé stesso di aiutare tutte le persone che conosceva e così fu, fino alla sua morte.

### Bradley Scott
Bradley Scott (stagione 5; 8; David Starzyk) è stato un collega di lavoro di Carlos, quando quest'ultimo era a capo della sua società. Gabrielle chiede a Bradley, divenuto capo filiare della compagnia in cui lavora, di assumere Carlos come dirigente, e lui accetta. Gabrielle stringe amicizia con la moglie di Bradley, Maria, ma la donna scopre che Bradley la tradisce con un'altra. Inizialmente Gabrielle se ne approfitta per ricattare Bradley, per spingerlo a dare a Carlos più tempo libero e maggiori bonus in denaro, ma alla fine stanco dei ricatti decide di confessare tutto alla moglie, Maria presa dalla collera lo uccide accoltellandolo. Carlos e Gabrielle chiamano la polizia e fanno arrestare Maria, mentre Carlos, in seguito alla morte di Bradley, prende il suo posto nella compagnia.
Ricomparirà alla fine dell'ultimo episodio della serie, accanto a Martha Huber e Alma Hodge, sotto forma di fantasma, mentre guarda Susan lasciare per sempre Wisteria Lane.

### Nick Bolen
Nick Bolen (stagione 6; Jeffrey Nordling) è il marito di Angie Bolen. In principio era un agente dell'FBI che lavorava sotto copertura nel gruppo di eco-terroristi guidati da Patrick Logan, e lì incontrò Angie e i due si innamorarono, e scapparono via adottando dei falsi nomi, inoltre all'epoca Angie era incinta di Patrick, perciò Nick si farà carico del figlio della donna, il giovane Danny. Si scopre che egli ebbe una relazione con la figlia di Susan, Julie Mayer. Quando Julie fu aggredita, il principale sospettato fu il figlio Danny. Nick, di nascosto andrà a trovare Julie in ospedale. Lynette è venuta a sapere della relazione tra lui e Julie e informa Susan. Lynette dice a Nick di stare lontano da Julie, ma Nick minaccia Lynette. Angie, nonostante la delusione, lo perdonerà. Ha un rapporto molto conflittuale con Danny, ma i due si voglioni comunque molto bene, e Nick farebbe qualunque cosa per proteggere Angie e Danny. Viene ricoverato in ospedale in seguito ad un incidente in cui fu investito da un'auto, che si scoprirà essere stata guidata da Patrick Logan. Nel finale della stagione si trasferirà ad Atlanta insieme ad Angie, dopo la morte di Patrick, inoltre i due coniugi si separeranno da Danny permettendogli di vivere la sua vita, e così Danny abbraccia Nick riconoscendolo come il suo unico vero padre.

### Danny Bolen
Danny Bolen (stagione 6; Beau Mirchoff) è il figlio di Angie e Nick Bolen, anche se in realtà si scoprirà essere figlio di Patrick Logan. Danny all'inizio non è tanto contento di essersi trasferito a Wisteria Lane. Prenderà una cotta per Julie Mayer, ma che non sarà corrisposta e per questo si pensava che fosse stato lui l'aggressore di Julie. In seguito si escluderà la sua colpevolezza e gli verranno fatte delle avances da Ana Solis, alle quali all'inizio non risponderà ma che in seguito accoglierà e s'innamorerà di Ana, decidendo entrambi di trasferirsi a New York. Tornerà a Wisteria Lane dopo che la madre Angie lo andrà a riprendere a New York. Durante le ultime puntate della sesta stagione nel bar dove lavora conoscerà un uomo, Patrick Logan, con il quale farà amicizia. In realtà lo scopo di Patrick è solamente avvicinarsi a Danny e ad Angie per potersi vendicare della donna. Fino a quando non glielo dirà Patrick, Danny non saprà di essere figlio suo e non di Nick. Nel finale della sesta stagione si trasferirà a New York.

### Mona Clarke
Mona Clarke (stagione 6; 8; Maria Cominis) è un'abitante di Wisteria Lane. È sposata e ha quattro figli. Mona lavora come infermiera al Fairview Memorial Hospital e nel quartiere ha la fama di chiacchierona. Inoltre non viene invitata al matrimonio di Susan e Mike con suo grande disappunto. Mona assume maggiore centralità nella serie durante la sesta stagione: infatti, quando Danny Bolen si risveglia in ospedale dopo aver tentato il suicidio, lei è al suo fianco e lo chiama "Danny". Al che, il ragazzo, intontito dai farmaci, le dice che Danny non è il suo vero nome e che lui si chiama Tyler. Inizialmente Mona prende alla leggera la notizia, ma poi collega il fatto ad alcuni strani particolari dei Bolen, come il non voler mai mostrare i propri documenti o il pagare tutto subito e in contanti; così dice ad Angie e Nick di aver capito che in realtà sono mafiosi facenti parte del Programma protezione testimoni. I Bolen fingono che Mona abbia capito bene e le dicono che però non dovrà mai dire niente a nessuno oppure verrà fatta fuori dalla mafia. Danny viene dimesso dall'ospedale e Mona si offre di accompagnarlo a casa; durante il tragitto però la donna dice al ragazzo che i suoi genitori le hanno detto tutto e che quando lui ne sentirà il bisogno, potrà sfogarsi con lei. Danny si fida, ma rivela troppo a Mona, che così capisce che le cose non stanno come i Bolen le hanno voluto far credere e affronta Angie. La donna si vede costretta a raccontare a Mona tutta la vera storia e al termine la signora Clarke le dice che sarebbe molto più semplice se raccontassero tutto alla polizia. Il giorno dopo Mona ricatta Angie, chiedendole 67.000 dollari per ricominciare una nuova vita altrove e la donna non può che sottostare al ricatto. Durante la festa di Natale del quartiere, Angie dà a Mona 10.000 dollari e l'anello di sua nonna perché è tutto ciò che ha, ma Mona s'infuria e le due hanno un confronto. In quel momento però un aereo si schianta su Wisteria Lane e Mona viene travolta da un'ala del velivolo. Nell'episodio successivo, i feriti vengono portati in ospedale ed Angie spera che Mona sia deceduta, tuttavia la donna è ancora viva e i medici la stanno operando. Angie quindi si mette a pensare a cosa succederebbe se Mona sopravvivesse e raccontasse tutto: ne conclude che lei finirebbe condannata all'ergastolo e non potrebbe più vedere Nick né Danny. Fortunatamente per lei, l'infermiera la informa che Mona non ce l'ha fatta ed è appena morta.
Ricomparirà nell'ultimo episodio della serie, mentre guarda Susan lasciare per sempre la sua casa, insieme agli altri fantasmi.

### Mitzi Kinsky
Mitzi Kinsky (stagioni 6-7; Mindy Sterling) è una residente di Wisteria Lane, vive al 4347 nella casa che era di Ida Greenberg, si vede per la prima volta durante la sesta stagione mentre ha alcune liti con Angie Bolen si rivede poi nella settima stagione quando Paul tenta di comprare la sua casa. La donna considererà l'offerta ma decide poi di non vendere la casa all'uomo per non fare un torto agli altri residenti del quartiere.

### Irina Kosokov
Irina Kosokov (stagione 6; Helena Mattsson). Quando Preston torna dal suo viaggio in Europa, porta a Wisteria Lane la sua nuova fidanzata, la russa Irina. Lynette la prende subito in antipatia e non condivide la scelta di suo figlio di abbandonare gli studi per sposarla e vivere con lei. Vedendo che la ragazza si approfitta di Preston per ricevere dei costosi regali, Lynette si convince che Irina sia un'arrampicatrice sociale e fa di tutto per boicottare il matrimonio. La ragazza consiglia a Lynette di arrendersi perché sposerà Preston anche contro il suo volere e durante una lite, Irina getta addosso a Lynette del borscht bollente. Successivamente Preston e Irina annunciano di aver anticipato la data delle nozze e Lynette accompagna la futura nuora a scegliere l'abito da sposa in un negozio russo. Lì Irina riceve una telefonata da un certo Andrei e grazie alla traduzione della commessa, Lynette scopre che il contenuto della chiamata riguarda presunti reati commessi da Irina. La donna indaga su Irina servendosi di un'impiegata dell'ufficio immigrazione e scopre che la ragazza è già sposata con questo Andrei e che, dopo avergli rubato del denaro, è sparita e ha sposato e truffato molti altri uomini in giro per il mondo. Lynette affronta Irina un'ora prima delle nozze e la ragazza confessa tutto e le dice senza mezzi termini che è lei a tenere in pugno Preston. Sfortunatamente per lei, il ragazzo è dietro la porta e, dopo una lite, caccia via Irina e annulla il matrimonio. Uscita da casa Scavo, Irina s'imbatte nello strangolatore di Fairview (Eddie Orlofsky) che dopo averle dato un passaggio, la uccide e la seppellisce in un fosso. Nel penultimo episodio della sesta serie Preston viene interrogato dalla polizia poiché il cadavere della ragazza è stato trovato nei boschi di Fairview; Preston viene lasciato andare dopo aver provato di essere in Europa quando le altre vittime dello strangolatore sono state uccise.

### Robin Gallagher
Robin Gallagher (stagione 6; Julie Benz) lavora come spogliarellista al "Double D", il locale di Karl Mayer. Quando Susan lo eredita, decide di cederlo e, durante le trattative, conosce Robin, che si rivela essere una ragazza istruita e brillante. Susan la sprona ad esigere un lavoro più adatto alle sue competenze e così la ragazza si licenzia. La signora Delfino non può abbandonare Robin al suo destino e così l'accoglie in casa sua. Il trasferimento di Robin a Wisteria Lane causa non pochi problemi al vicinato, che comunque, alla fine impara ad apprezzare le qualità di Robin. Susan però non può tenerla in casa sua, perché teme che Mike si faccia sedurre dalla sua bellezza e così si vede costretta a mandarla via. Robin trova una nuova sistemazione in casa di Katherine e le due divengono molto amiche. La situazione però diventa un po' ambigua e Katherine si trova costretta a rivedere i suoi sentimenti per lei. Quando Robin le confessa di essere lesbica, Katherine comincia a fare strane fantasie su di lei. Inizialmente si preoccupa e ne parla al suo analista, ma poi decide di vivere una storia d'amore con la ragazza. Per paura di pettegolezzi che potrebbero fuorviarle, però, Katherine e Robin si lasciano convincere da Karen McCluskey a trasferirsi per un po' a Parigi. Nell'ultimo episodio Katherine rivela alle sue amiche che lei e Robin si sono lasciate.

### Eddie Orlofsky
Eddie Orlofsky (stagione 6; Josh Zuckerman) è un coetaneo nonché amico di Porter e Preston. Ha avuto un'infanzia difficile poiché il padre l'ha abbandonato quando aveva quattro anni, e la madre, alcolizzata, non ha mai avuto cura di lui. Ha l'aspetto di un ragazzo ingenuo e tranquillo e spesso fa piccoli lavoretti per i vicini di Wisteria Lane, ma in realtà Eddie è un pericoloso serial killer che strangola giovani donne (tra le sue vittime ci sono anche Julie, che però riesce a salvarsi e Irina). Successivamente si scopre che ha aggredito Julie pensando che fosse Susan, poiché innamorato della donna, non accettava il fatto che questa avesse risposato Mike. In seguito uccide anche la sua stessa madre, quando questa scopre tutta la verità. Lynette, non conoscendo la vera natura di Eddie, prende a cuore la difficile situazione del ragazzo e decide di ospitarlo per un po' a casa sua facendolo anche seguire da un analista. Quando Lynette si reca da Eddie per dirgli che la madre è stata ritrovata morta, lui le racconta tutta la verità e la prende in ostaggio. In quel momento a Lynette si rompono le acque ed Eddie è costretto ad aiutarla a far nascere la bambina. Dopo aver partorito Lynette lo convince a consegnarsi alla polizia. Lui le dà ascolto dicendo che sarebbe stato un ragazzo diverso se avesse avuto una mamma come lei.

### Sam Allen
Sam Allen (stagione 6; Samuel Page) è un giovane che si presenta per un colloquio di lavoro da Bree. Conquista facilmente Bree con il suo savoir-faire, ma Andrew e Orson credono che il ragazzo nasconda qualcosa. In seguito, quando Bree va a lasciare un cestino di muffin a casa di Sam poiché lui ed Andrew si sono picchiati, scopre che Sam è figlio illegittimo di Rex. Bree è sconvolta dalla rivelazione, ma decide di accoglierlo nella sua famiglia dopo aver saputo che la madre di Sam ha impedito a Rex di andarlo a trovare e di riconoscerlo legalmente. Sam diventa acerrimo rivale di Andrew in azienda e tenta di accaparrarsi l'amore di Bree. Sam riesce a far licenziare Andrew da Bree, ma la donna gli spiega che lei e suo figlio hanno un rapporto complicato e che quindi lei ha intenzione di riassumerlo. Tuttavia un party organizzato dalla ditta di Bree rischia di fallire perché qualcuno sabota le pietanze e Bree comincia a sospettare di Sam. Tenta in tutti i modi di farlo andare via dall'azienda, arrivando a dargli molti soldi, ma Sam la ricatta, chiedendo proprio l'azienda in cambio del suo silenzio riguardo alla storia dell'investimento della madre di Carlos Solis avvenuto anni prima ad opera di Andrew. Bree sottostà al ricatto, non potendo mandare suo figlio in prigione; quindi cede la sua intera società a Sam e gli chiede di sparire per sempre dalla sua vita.

### Patrick Logan
Patrick Logan (stagione 6; John Barrowman) è un terrorista ricercato dall'FBI. In passato ebbe una relazione con Angie Bolen, da cui nacque Dany. Si reca a Ferview per vendicarsi di Angie poiché gli ha sottratto il figlio alla nascita, facendolo crescere da un altro uomo. Quando arriva a Wisteria Lane investe Nick con la macchina, mandandolo in coma. Successivamente prende in ostaggio Angie e Dany, costringendo la donna, attraverso un ricatto a costruirgli una bomba. Il piano di Patrick è quello di far saltare per aria la casa dei Bolen. Angie però, astutamente, inserisce la bomba nel telecomando e alla fine sarà proprio Patrick a saltare per aria assieme a tutta la macchina.

### Doug Perry
Doug Perry (stagione 7; Reggie Austin) è l'ex marito di Renee Perry. È un giocatore della Major League di Baseball di New York. Renee e Doug sono divorziati, poiché un anno prima dell'arrivo di Renee a Wisteria Lane lui l'aveva tradita con Tina, la segretaria del suo agente.

### Keith Watson
Keith Watson (stagione 7; Brian Austin Green) è il falegname che aiuta Bree a ristrutturare la sua casa. Dopo una lotta fra Bree e Renee Keith diventerà il nuovo ragazzo di Bree, la loro storia procede bene e Bree lo invita a trasferirsi a casa sua. Quando l'uomo le chiede di sposarla e di avere una famiglia insieme, lei gli dice di non volere figli poiché lei ha già una famiglia. Bree scopre per caso che Keith ha un figlio che l'uomo non conosce e non sa di avere, quando l'uomo lo scopre le chiede di trasferirsi con lui in Florida ma la donna rifiuta e lo lascia perché ormai ha una vita in quel luogo.

### Richard Watson
Richard Watson (stagione 7; John Schneider) è il padre di Keith. È un ex militare, il suo matrimonio va in fallimento a causa dei continui litigi con la moglie. Dopo la separazione inizia a provare una forte attrazione per Bree, nonostante sia la fidanzata del figlio. Quando Richard dimostra apertamente la sua attrazione per la donna facendole delle pressioni, Bree lo allontana, e quando informa Keith dell'accaduto, il ragazzo prende a pugni il padre.

### Beth Young
Beth Tilman Young (stagione 7-8; Emily Bergl) è la seconda moglie di Paul Young. Appare per la prima volta nella settima stagione. È emerso che Beth abbia incontrato Paul durante la sua pena in carcere. Non appena lui fu rilasciato, lei arriva a Wisteria Lane.
Si rivelerà la figlia di Felicia Tillman, ingaggiata dalla madre appena finita in carcere per far confessare Paul del delitto della sorella. Innamoratasi di Paul, Beth rinnega la madre ritenendola pazza ma dopo che il marito scopre la verità, Beth viene cacciata da casa.
Rifiutata sia dal marito sia dalla madre poiché entrambi la ritengono una traditrice, giunta al pronto soccorso del Farview Memorial Hospital decide di donare un rene a Susan e poi si spara un colpo in testa, ritenendo di aver ormai dato uno scopo alla propria miserabile vita.
Riapparirrà alla fine dell'ultimo episodio della serie, sotto forma di fantasma, mentre guarda Susan lasciare per sempre Wisteria Lane.

### Maxine Rosen
Maxine Rosen (stagione 7; Lainie Kazan) è la proprietaria della casa che Susan e Mike prendono in affitto dopo aver affittato la loro a Paul Young per problemi economici. Maxine ha fatto fortuna come imprenditrice di un'attività softcore, nella quale donne carine si esibiscono in spettacolini in biancheria intima riprese dalla webcam. Susan rifiuta schifata la proposta di Maxine di entrare nel business, ma Mike le prospetta tempi molto duri con la possibilità per lui di andare a lavorare per qualche mese in Alaska. Susan, che non vuole lasciarlo partire, gli chiede un mese di tempo prima di decidere e, senza dirgli nulla, si fa assumere da Maxine. La donna apprezzerà molto l'operato di Susan nel campo tanto da darle un compenso extra come miglior impiegata del mese.

### Grace Sanchez
Grace Sanchez (stagione 7; Cecilia Balagot) è la vera figlia biologica dei Solis, che un'infermiera ubriaca scambiò alla nascita con la bambina di un'altra coppia. Quando Gabrielle decide di incontrarla, rivede in Grace la sua infanzia. Grace infatti è molto simile alla sua vera mamma, ama i vestiti, i trucchi e le belle borse, ma la sua famiglia non può permettersi un alto tenore di vita. Così Gabrielle le fa dei regali, poiché dispiaciuta che la sua bambina biologica non possa soddisfare i propri piaceri. Juanita è gelosa delle attenzioni che sua madre dedica a Grace, tanto da tagliarle i capelli con la scusa di toglierle il diadema dalla testa. Carlos cerca di far capire a Gabrielle che è meglio che le due bambine non si frequentino più, poiché Juanita potrebbe capire che le stanno nascondendo qualcosa. Gabrielle si affeziona molto alla sua vera figlia, al tal punto che quando non potrà più passare del tempo con lei, si legherà in modo morboso a una bambola che le ricorda Grace.

### Carmen Sanchez
Carmen Sanchez (stagione 7;Carla Jaminez), è la madre biologica di Juanita, e madre adottiva di Grace. Inizialmente lei e Gabrielle non andavano d'accordo, per via del fatto che Gabrielle cercava di entrare nella vita di Grace facendogli dei regali costosi, inoltre critica il suo modo di crescere Juanita ritenendo che Gabrielle ha trasformato la figlia in una bambina superficiale e viziata. A causa di Gabrielle il marito di Carmen, Hector, viene arrestato e viene rivelato che i Sanchez non hanno il visto in regola, Carmen cerca di scappare insieme a Grace dalle autorità, Gabrielle approfitta della cosa per riprendersi Grace sostenendo che una vita in latitanza non è quello che serve alla bambina, ma quando capisce che Grace considera Carmen la sua unica vera madre, le aiuta a scappare. Carmen alla fine saluta Juanita, e in lacrime abbraccia Gabrielle e prima di dirsi addio le due donne si promettono a vicenda di prendersi cura delle proprie bambine. 

### Allison Scavo
Allison Scavo (stagione 7; Lois Smith) è la madre di Tom Scavo, nonché suocera di Lynette. Viene invitata dal figlio a stare con loro a Wisteria Lane per aiutare Lynette con la figlia nata da poco, Paige, e con le altre varie faccende di casa. Lynette non è d'accordo con la filosofia di vita della suocera, secondo cui gli uomini della casa vanno serviti e riveriti e cerca di farle capire che anche loro devono darsi da fare. Successivamente Allison comincia a manifestare i primi segni del morbo di Alzheimer. Lynette insisterà con Tom sul fatto che sua madre non sia più in grado di badare a sé stessa. Quando Tom si arrende finalmente davanti all'evidenza del problema, decide a malincuore di farla ricoverare in un ospizio.

### Chuck Vance
Chuck Vance (stagioni 7-8; Jonathan Cake) è un detective della polizia di Fairview incaricato di sorvegliare Felicia Tilman che intraprende una storia d'amore con Bree. Dopo che la donna rifiuta la sua offerta di matrimonio e lo lascia il detective cerca di accusare lei e le altre della scomparsa di Alejandro. Verrà investito da una macchina e questo gli costerà la vita, in seguito si scoprirà che alla guida dell'auto c'era l'ex marito di Bree, Orson Hodge.

### Alejandro Perez
Alejandro Perez (stagioni 7-8; Tony Plana) è il patrigno di Gabrielle, molestava la figliastra fin da ragazzina, cosa che la spinge ad andarsene di casa nonostante fosse ancora una quindicenne. Molti lo credevano morto ma in realtà si era rifatto una vita con il falso nome di "Ramon Sanchez", risposandosi nuovamente. Torna nella vita di Gabrielle quando quest'ultima fece ritorno alla sua cittadina natale, cerca nuovamente di stuprare la donna, ma Carlos interviene e lo colpisce violentemente con il candelabro uccidendolo. L'ottava stagione della serie si incentra sul coprire l'omicidio dell'uomo, inoltre viene rivelato che Alejandro molestava anche la figlia della sua nuova moglie. A causa di Orson Hodge, le prove dell'omicidio dell'uomo ricadono su Bree, ma alla fine Karen McCluskey si assume la colpa dell'assassinio per proteggere le sue amiche.

### Andre Zeller
Andre Zeller (stagione 8; Miguel Ferrer) è un rinomato artista che tiene un corso d'arte a cui Susan partecipa. Andre è un uomo cinico e del tutto apatico alle convenzioni sociali, inizialmente non vedeva del grande potenziale in Susan, ritenendo che non fosse capace di tirar fuori l'oscurità dentro di lei, necessaria per diventare un grande artista a suo dire. Susan alla fine dipinge un quadro in cui esprime tutta la sua angoscia (ritraendo la morte di Alejandro) e Andre ne è molto colpito, tanto che decide di esporlo in una galleria nonostante la riluttanza di Susan.

### Ben Faulkner
Ben Faulkner. Data di nascita: 18 febbraio 1972 (stagione 8; Charles Mesure). È un costruttore australiano che si trasferisce a Wisteria Lane, diventa il nuovo interesse amoroso di Renee. Dopo qualche resistenza vede ciò che i due hanno in comune e comincia una storia con la donna. L'uomo si è trasferito a Fairview per costruire delle casa popolari per i poveri proprio dove le ragazze hanno seppellito il corpo di Alejandro. Ben dopo aver scoperto il passato di Mike lo assume. Una notte mentre scavava nel terreno scopre il corpo di Alejandro e dopo aver scoperto da Bree tutta la storia chiede a Mike di disfarsi definitivamente del cadavere, prima che Chuck lo trovi. Nell'ultimo episodio dell'ottava stagione, sposa finalmente Renee Perry.

### Jane Carlson
Jane Carlson (stagione 8; Andrea Parker) è la donna che Tom ha iniziato a frequentare dopo la separazione con Lynette, è un medico e ha una figlia di nome Chloe. Jane e Tom vanno a vivere insieme, Lynette cerca diverse volte di mettersi in mezzo fra loro, dal suo canto anche Jane cerca di velocizzare i tempi del divorzio tra Lynette e Tom, consegnando alla donna le carte da firmare all'insaputa di Tom, cosa che lo fa arrabbiare. Jane lascia Tom quando capisce che lui ama ancora Lynette, Jane chiede a Tom cosa lei abbia rappresentato per lui, l'uomo le risponde che Jane lo ha fatto sentire bene in un momento difficile ma che amerà sempre Lynette.
Jane con il cuore spezzato esce dalla vita di Tom dicendogli che lei ha provato un amore sincero per lui.

### Donny
Donny (stagione 8; Sal Landi) è un pericoloso strozzino. Ben si rivolge a lui per chiedergli un prestito, nonostante Mike cerchi di convincerlo a non farlo. Ben non riesce a far fronte al prestito, dunque la sua ragazza, Renèe, paga il debito. Quando Donny capisce che Renèe è piena di soldi inizia a perseguitarla facendo irruzione in casa sua mettendola a soqquadro, Mike prende le difese dell'amica e lo prende a pugni. Successivamente Donny uccide Mike con un colpo di pistola. Nell'episodio successivo alla morte di Mike viene rivelato che Donny è stato arrestato.

### Trip Weston
Trip Weston (stagione 8; Scott Bakula) è un avvocato penalista che difende Bree nel suo processo. Essendo un uomo sicuro di sé, è convinto di poter vincere facilmente la causa, ma dovrà ricredersi quando sembra che Bree abbia davvero commesso il delitto. Estorce a Bree la confessione del crimine fingendosi innamorato di lei, ma a processo vinto Bree lo respinge per i suoi modi meschini. Nell'ultimo episodio i due si riavvicinano per poi sposarsi e trasferirsi nel Kentucky, dove Trip diventa il primo sostenitore dell'avventura in politica di Bree.

### Evan Mayer
Evan Mayer (stagione 5) è il secondo figlio di Karl Mayer avuto dalla sua seconda moglie Marissa. Frequenta la scuola privata in cui insegna Susan, ed è proprio questa a richiedere l'intervento di uno psicologo quando nota che il bambino illustra scene macabre durante le ore di educazione artistica. Inizialmente Karl si arrabbia con Susan per aver fatto intervenire lo psicologo senza prima consultarlo, ma successivamente confessa che le donne sgozzate disegnate dal bambino, rappresenterebbero la madre che li ha abbandonati. Alla morte di Karl, sarà Julie che dovrà prendersi cura del fratello Evan.

### Tish Atherton
Tish Atherton (stagioni 1-3)
È un'amica di Bree, membro del Fairview Country Club. Appare per la prima volta nel sedicesimo episodio della prima stagione quando svela a Bree che Maisy Gibbons sta per pubblicare una lista con tutti i clienti con cui andava a letto ogni pomeriggio, tra cui Rex, marito di Bree.
Riappare in alcuni episodi della seconda stagione ad alcune cene a casa di Bree, viene vista portare suo figlio a casa di Mona Clarke e viene vista al pranzo organizzato da Maxine Bennett, in cui si scopre che quest'ultima ha schiavizzato una donna cinese, Xiao-Mei, che diventerà poi la domestica e madre in affitto di Gabrielle.
Appare poi nel sesto episodio della terza stagione in cui evita Bree in tutti i modi: infatti Tish è molto amica di Carolyn Bigsby che le ha raccontato che Orson, il nuovo marito di Bree, ha ucciso la prima moglie Alma, nonché migliore amica di Carolyn.
Bree, che intende organizzare il cenone di Natale con Tish, organizza una cena con Carolyn, suo marito Harvey e Orson al Fairview Country Club, che la Atherton frequenta spesso, dimostrando così a Tish che la Bigsby non ha più alcun sospetto su Orson.
Dopo questo episodio, Tish non verrà più vista nella serie.

## Epilogo dei personaggi
- Susan Delfino: Sì trasferirá a New York con sua figlia Julie, per aiutarla a crescere il suo bambino.
- Bree Weston (Van De Kamp): Si sposerà con l'avvocato che l'ha aiutata durante il processo. Quest'ultimo la incoraggerá a trasferirsi nel Kentucky e ad entrare in politica, alcuni mesi dopo Bree verrà eletta e entrerà nel governo.
- Gabrielle Solis: aprirà un sito di moda con l'aiuto di suo marito Carlos. In seguito avrà una trasmissione tutta sua sul canale televisivo di moda. I due compreranno una lussuosa villa in California, dove continueranno a litigare felici e contenti.
- Lynette Scavo: si trasferirá a New York con la sua famiglia per dirigere la sede americana della ditta di Katherine Mayfair. Lì comprerá un attico con vista su Central Park con suo marito Tom, con il quale è recentemente tornata insieme. A New York vivrà fino alla fine, occupandosi anche dei suoi futuri numerosi nipotini.
- Carlos Solis: Si trasferirà in California con la sua famiglia. Lì aiuterà sua moglie ad aprire un sito di moda e a presentare un programma TV di moda. In California lui e la sua famiglia compreranno una lussuosa villa.
- Tom Scavo: si trasferirà con la sua famiglia a New York, dove vivrà felice e contento per il resto della sua vita.
- Mike Delfino: Verrà ucciso dallo strozzino di Ben Faulkner a metà dell'ultima stagione. Da quel momento continuerà a vegliare sulla sua famiglia, da fantasma.
- Renée Faulkner (Perry): si sposerà con il suo amato Ben Faulkner. I due presumibilmente rimarranno a vivere a Wisteria Lane, perché nell'epilogo finale non vengono mostrati.
- Orson Hodge: Sarà il responsabile dell'accusa di omicidio verso Bree, la sua ex moglie. Il destino di Orson non è specificato. Prima di spedire le informazioni su Bree, dirà per telefono a quest'ultima che ha intenzione di suicidarsi, ma non viene specificato se lo farà oppure no.
- Karen McCluskey: morirà, uccisa dal tumore che la affliggeva, alla fine dell'ultimo episodio, accanto al suo amore Roy.  Alla fine si vedrá che si è unita agli altri fantasmi di Wisteria Lane, tra cui quello di suo figlio.
- Paul Young: si costituisce per l'omicidio di Martha Huber alla fine della settima stagione. Da quel momento rimarrà rinchiuso in carcere probabilmente per sempre.
- Mary Alice Young: continuerà a "sorvegliare" Wisteria Lane, come fantasma.
- Felicia Tilman: avrà uno scontro frontale con un camion mentre è in viaggio per scappare dalla polizia. Questo scontro l'ha probabilmente uccisa.
- Katherine Mayfair: dopo essere andata a Parigi con la sua nuova fidanzata Robin, si lascerà con quest'ultima rendendosi conto di non essere lesbica, ma rimarrà comunque a Parigi, dove aprirà un'azienda di cibo surgelato e assumerà Lynette per dirigere la sede americana a New York.